# Liste der Basiliken in Spanien und Portugal
Eine Basilica minor ist ein Ehrentitel, den der Papst einer bedeutenden katholischen Kirche unabhängig von ihrem Baustil verleiht. Die Erhebung zur Basilika soll die Bedeutung für die Region hervorheben und die Verbindung zum Bischof von Rom (Papst) stärken. Dafür wird das päpstliche Wappen, in der Regel über dem Portal, an der Basilika angebracht. Ende 2023 trugen 1931 Kirchen den Titel Basilica minor, davon befinden sich 134 in Spanien und 16 in Portugal.

## Spanien
| Stadt                      | Basilika                                                                       | Provinz             | Bistum                        | Erhebung | Links                                            |
| -------------------------- | ------------------------------------------------------------------------------ | ------------------- | ----------------------------- | -------- | ------------------------------------------------ |
| Ágreda                     | Nuestra Señora de los Milagros                                                 | Kastilien und León  | Osma-Soria                    | vor 1783 |                                                  |
| Alba de Tormes             | Basílica de Santa Teresa                                                       | Kastilien und León  | Salamanca                     | 1870     |                                                  |
| Algemesí                   | San Jaume Apóstol                                                              | Valencia            | Valencia                      | 1986     |                                                  |
| Andújar                    | Nuestra Señora de la Cabeza                                                    | Andalusien          | Jaén                          | 2008     |                                                  |
| Arcos de la Frontera       | Santa María de la Asunción                                                     | Andalusien          | Jerez de la Frontera          | 1993     |                                                  |
| Aspe                       | Nuestra Señora del Socorro                                                     | Valencia            | Orihuela-Alicante             | 2006     |                                                  |
| Ávila                      | Santa Teresa de Jesús                                                          | Kastilien und León  | Ávila                         | 2022     |                                                  |
| Azpeitia                   | San Ignacio de Loyola                                                          | Baskenland          | San Sebastián                 | 1921     |                                                  |
| Balaguer                   | Sant Crist de Balaguer                                                         | Katalonien          | Urgell                        | 2016     |                                                  |
| Barcelona                  | Basilika La Merced                                                             | Katalonien          | Barcelona                     | 1918     |                                                  |
| Barcelona                  | Templo Expiatorio del Sagrado Corazón (Nationaltempel)                         | Katalonien          | Barcelona                     | 1961     | Offizielle Website Informationen auf Dreamguides |
| Barcelona                  | Santa Creu i Santa Eulàlia (Kathedrale)                                        | Katalonien          | Barcelona                     | 1867     |                                                  |
| Barcelona                  | Santa Maria del Mar                                                            | Katalonien          | Barcelona                     | 1923     |                                                  |
| Barcelona                  | Santa Maria del Pi (del Pino)                                                  | Katalonien          | Barcelona                     | 1925     | Informationen auf Sacred Destinations            |
| Barcelona                  | Sant Josep Oriol                                                               | Katalonien          | Barcelona                     | 1936     |                                                  |
| Barcelona                  | Sants Just i Pastor                                                            | Katalonien          | Barcelona                     | 1946     | Inoffizielle Website                             |
| Barcelona                  | Puríssima Concepció                                                            | Katalonien          | Barcelona                     | 2008     |                                                  |
| Barcelona                  | Temple Expiatori de la Sagrada Família                                         | Katalonien          | Barcelona                     | 2010     |                                                  |
| Benissa                    | Purísima Concepción y San Pedro Apóstol                                        | Valencia            | Valencia                      | 2022     |                                                  |
| Bilbao                     | Santiago Apóstol (Kathedrale)                                                  | Baskenland          | Bilbao                        | 1819     |                                                  |
| Bilbao                     | Nuestra Señora de Begoña                                                       | Baskenland          | Bilbao                        | 1908     |                                                  |
| Burgos                     | San Pedro (Kloster Santo Domingo de Silos)                                     | Kastilien und León  | Burgos                        | 2000     |                                                  |
| Burriana                   | El Salvador                                                                    | Valencia            | Segorbe–Castellón de la Plana | 2013     |                                                  |
| Calatayud                  | Santo Sepulcro                                                                 | Aragonien           | Tarazona                      | 2020     |                                                  |
| Cangas del Narcea          | Santa María Magdalena                                                          | Asturien            | Oviedo                        | 1992     |                                                  |
| Candelaria                 | Nuestra Señora de la Candelaria                                                | Kanarische Inseln   | San Cristóbal de La Laguna    | 2012     |                                                  |
| Cartagena                  | Basílica de la Caridad                                                         | Murcia              | Cartagena                     | 2012     |                                                  |
| Castelló d’Empúries        | Santa Maria                                                                    | Katalonien          | Girona                        | 2006     |                                                  |
| Castellón de la Plana      | Basilika Unserer Lieben Frau von Lledó                                         | Valencia            | Segorbe-Castellón de la Plana | 1983     |                                                  |
| Ciutadella                 | Santa María (Kathedrale)                                                       | Balearische Inseln  | Menorca                       | 1953     |                                                  |
| Ciudad Real                | Santa María del Prado (Kathedrale)                                             | Kastilien-La Mancha | Ciudad Real                   | 1967     |                                                  |
| Colmenar Viejo             | Asunción de Nuestra Señora                                                     | Madrid              | Madrid                        | 2002     |                                                  |
| Córdoba                    | San Pedro Apóstol                                                              | Andalusien          | Córdoba                       | 2005     |                                                  |
| Covadonga                  | Santa María la Real                                                            | Asturien            | Oviedo                        | 1901     | Offizielle Website                               |
| Donostia-San Sebastián     | Santa María del Coro                                                           | Baskenland          | San Sebastián                 | 1973     |                                                  |
| Durango                    | Santa María de Uribarri                                                        | Baskenland          | Bilbao                        | 2001     |                                                  |
| Elche                      | Nuestra Señora de la Asunción                                                  | Valencia            | Orihuela-Alicante             | 2006     |                                                  |
| Elche                      | Santa María de Elche                                                           | Valencia            | Orihuela-Alicante             | 1951     | Informationen zur Basilika                       |
| Elorrio                    | Basilika der Unbefleckten Empfängnis                                           | Baskenland          | Bilbao                        | 1966     |                                                  |
| El Puerto de Santa María   | Nuestra Señora de los Milagros Prioral                                         | Andalusien          | Jerez de la Frontera          | 2014     |                                                  |
| Escorca                    | Santuari de Lluc (Kloster)                                                     | Balearische Inseln  | Mallorca                      | 1962     |                                                  |
| Foz                        | San Martín de Mondoñedo (Ehemalige Kathedrale)                                 | Galicien            | Mondonedo-Ferrol              | 2007     |                                                  |
| Getafe                     | Sagrado Corazón de Jesús                                                       | Madrid              | Getafe                        | 2019     |                                                  |
| Gijón                      | Sagrado Corazón de Jesús                                                       | Asturien            | Oviedo                        | 2003     |                                                  |
| Girona                     | Sant Feliu                                                                     | Katalonien          | Girona                        | 2011     | Offizielle Website (nicht auf Deutsch)           |
| Granada                    | Nuestra Señora de las Angustias                                                | Andalusien          | Granada                       | 1922     |                                                  |
| Granada                    | San Juan de Dios                                                               | Andalusien          | Granada                       | 1916     |                                                  |
| Graus                      | Santa María de la Peña                                                         | Aragonien           | Barbastro-Monzón              | 1810     |                                                  |
| Guadeloupe                 | Santa María de Guadalupe (Königliches Kloster, UNESCO-Weltkulturerbe)          | Extremadura         | Toledo                        | 1955     |                                                  |
| Huesca                     | San Lorenzo (Königliche Basilika)                                              | Aragonien           | Huesca                        | 1884     |                                                  |
| Igualada                   | Santa Maria d’Igualada                                                         | Katalonien          | Vic                           | 1948     |                                                  |
| Jaén                       | San Ildefonso                                                                  | Andalusien          | Jaén                          | 2010     |                                                  |
| Javier                     | San Francisco Javier                                                           | Navarra             | Pamplona y Tudela             | 1901     |                                                  |
| Játiva/Xàtiva              | Santa Maria d’Jativa                                                           | Valencia            | Valencia                      | 1973     |                                                  |
| Jerez de la Frontera       | Nuestra Señora de la Merced                                                    | Andalusien          | Jerez de la Frontera          | 1949     |                                                  |
| Jerez de la Frontera       | Nuestra Señora del Carmen                                                      | Andalusien          | Jerez de la Frontera          | 1967     |                                                  |
| La Seu d’Urgell            | Santa Maria (Kathedrale)                                                       | Katalonien          | Urgell                        | 1905     |                                                  |
| La Seu d’Urgell            | Santa Maria de Valldeflors                                                     | Katalonien          | Urgell                        | 1923     |                                                  |
| Las Palmas de Gran Canaria | Nuestra Señora del Pino                                                        | Kanaren             | Kanarische Inseln             | 1915     |                                                  |
| Las Palmas de Gran Canaria | Santa Ana (Kathedrale)                                                         | Kanaren             | Kanarische Inseln             | 1894     |                                                  |
| Lekeitio                   | Asunción de Nuestra Señora                                                     | Baskenland          | Bilbao                        | 1884     |                                                  |
| León                       | San Isidoro de León (Königliche Basilika)                                      | Kastilien und León  | León                          | 1942     |                                                  |
| Linares                    | Santa María la Mayor                                                           | Andalusien          | Jaén                          | 2016     |                                                  |
| Llanes                     | Santa Maria de la Asunción de Llanes (Ehemalige Kathedrale)                    | Asturien            | Oviedo                        | 1973     | Informationen auf Llanes.as                      |
| Llíria                     | Asunción de Nuestra Señora de Llíria                                           | Valencia            | Valencia                      | 2024     |                                                  |
| Lugo                       | Santa Maria (Kathedrale)                                                       | Galicien            | Lugo                          | 1896     |                                                  |
| Madrid                     | Nuestro Padre Jesús de Medinaceli                                              | Madrid              | Madrid                        | 1973     |                                                  |
| Madrid                     | Basílica Pontificia de San Miguel (Pontifikalbasilika)                         | Madrid              | Madrid                        | 1930     |                                                  |
| Madrid                     | Nuestra Señora de Atocha (Königliche Basilika)                                 | Madrid              | Madrid                        | 1863     | Informationen auf Minube                         |
| Madrid                     | Concepción de Nuestra Señora                                                   | Madrid              | Madrid                        | 2014     |                                                  |
| Madrid                     | San Francisco el Grande (Königliche Basilika)                                  | Madrid              | Madrid                        | 1963     | Informationen auf GoMadrid                       |
| Madrid                     | San Isidro (Ehemalige Kathedrale)                                              | Madrid              | Madrid                        | vor 1783 |                                                  |
| Madrid                     | San Vicente de Paul (Milagrosa)                                                | Madrid              | Madrid                        | 1923     |                                                  |
| Málaga                     | Dulce Nombre de Jesús Nazareno del Paso y Maria Santísima de la Esperanza      | Andalusien          | Málaga                        | 1998     |                                                  |
| Málaga                     | Nuestra Señora de la Victoria y de las Mercedes                                | Andalusien          | Málaga                        | 2007     |                                                  |
| Málaga                     | Santa Iglesia Catedral Basílica de la Encarnación (Kathedrale)                 | Andalusien          | Málaga                        | 1855     |                                                  |
| Manresa                    | Santa Maria de la Seu                                                          | Katalonien          | Vic                           | 1886     |                                                  |
| Mataró                     | Santa Maria                                                                    | Katalonien          | Barcelona                     | 1928     |                                                  |
| Mérida                     | Santa Eulalia                                                                  | Extremadura         | Mérida–Badajoz                | 2014     |                                                  |
| Mondoñedo                  | Virgen de la Asunción (Kathedrale)                                             | Galicien            | Mondoñedo-Ferreol             | 1962     |                                                  |
| Montilla                   | Santuario de San Juan de Ávila                                                 | Andalusien          | Córdoba                       | 2012     |                                                  |
| Montserrat                 | Mare de Déu de Montserrat (Nationalschrein, Kloster)                           | Katalonien          | Sant Feliu de Llobregat       | 1881     |                                                  |
| Morella                    | Santa María la Mayor                                                           | Katalonien          | Tortosa                       | 1958     |                                                  |
| Vall de Núria              | Mare de Déu de Núria                                                           | Katalonien          | Urgell                        | 2014     |                                                  |
| Olot                       | Sant Esteve                                                                    | Katalonien          | Girona                        | 2024     |                                                  |
| Oñati                      | Nuestra Señora de Aránzazu                                                     | Baskenland          | Vitoria                       | 1921     |                                                  |
| Oria                       | Nuestra Señora de las Mercedes                                                 | Andalusien          | Almería                       | 1890     |                                                  |
| Oviedo                     | San Salvador (Metropolitankathedrale)                                          | Asturien            | Oviedo                        | 1872     |                                                  |
| Oviedo                     | San Juan el Real                                                               | Asturien            | Oviedo                        | 2014     |                                                  |
| Palma                      | Santa María de Palma/La Seu (Kathedrale)                                       | Balearische Inseln  | Mallorca                      | 1905     |                                                  |
| Palma                      | Sant Francesc                                                                  | Balearische Inseln  | Mallorca                      | 1943     |                                                  |
| Palma                      | Sant Miquel                                                                    | Balearische Inseln  | Mallorca                      | 2018     |                                                  |
| Ponferrada                 | Nuestra Señora de la Encina                                                    | Kastilien und León  | Astorga                       | 1958     |                                                  |
| Pontevedra                 | Santa María La Mayor                                                           | Galicien            | Santiago de Compostela        | 1962     |                                                  |
| Portugalete                | Santa María de Portugalete                                                     | Baskenland          | Bilbao                        | 1951     |                                                  |
| Salamanca                  | Santa María del Asedio (alte Kathedrale, UNESCO-Welterbe)                      | Kastilien und León  | Salamanca                     | 1854     |                                                  |
| San Lorenzo de El Escorial | San Lorenzo (Kloster, UNESCO-Weltkulturerbe)                                   | Madrid              | Madrid                        | vor 1783 |                                                  |
| San Lorenzo de El Escorial | Santa Cruz                                                                     | Madrid              | Madrid                        | 1960     |                                                  |
| Sanlúcar de Barrameda      | Nuestra Señora de la Caridad                                                   | Andalusien          | Jerez de la Frontera          | 1997     |                                                  |
| Santander                  | Kathedrale von Santander (Kathedrale)                                          | Cantabria           | Salamanca                     | vor 1783 |                                                  |
| Santiago de Compostela     | Santiago de Compostela (Kathedrale, UNESCO-Welterbe)                           | Galicien            | Santiago de Compostela        | vor 1783 |                                                  |
| Saragossa                  | Nuestra Señora del Pilar (Kathedrale)                                          | Aragonien           | Saragossa                     | 1948     |                                                  |
| Saragossa                  | Santa Engracia                                                                 | Aragonien           | Saragossa                     | 1991     |                                                  |
| Segorbe                    | Asunción de la Virgen                                                          | Valencia            | Segorbe-Castellón de la Plana | 1985     |                                                  |
| Sevilla                    | Jesús del Gran Poder                                                           | Andalusien          | Sevilla                       | 1992     |                                                  |
| Sevilla                    | Nuestra Señora de la Esperanza de la Macarena                                  | Andalusien          | Sevilla                       | 1966     |                                                  |
| Sevilla                    | Santuario de María Auxiliadora                                                 | Andalusien          | Sevilla                       | 2008     |                                                  |
| Sevilla                    | Santísimo Cristo de la Expiración                                              | Andalusien          | Sevilla                       | 2012     |                                                  |
| Sigüenza                   | La Asunción (Kathedrale)                                                       | Kastilien-La Mancha | Sigüenza-Guadalajara          | 1948     |                                                  |
| Solsona                    | Santa María (Kathedrale)                                                       | Katalonien          | Solsona                       | 1953     |                                                  |
| Talavera de la Reina       | Nuestra Señora del Prado                                                       | Kastilien-La Mancha | Toledo                        | 1989     |                                                  |
| Tarragona                  | Santa María (Metropolitankathedrale)                                           | Katalonien          | Tarragona                     | 1894     |                                                  |
| Telde (auf Gran Canaria)   | San Juan Bautista                                                              | Kanaren             | Kanarische Inseln             | 1973     |                                                  |
| Tella-Sin                  | Santa María de Badaín                                                          | Aragonien           | Barbastro-Monzón              | vor 1783 |                                                  |
| Terrassa                   | Santo Espíritu de Terrassa (Kathedrale)                                        | Katalonien          | Terrassa                      | 1951     |                                                  |
| Tortosa                    | Santa Maria (Kathedrale)                                                       | Katalonien          | Tortosa                       | 1919     |                                                  |
| Úbeda                      | Santa María de los Reales Alcázares                                            | Andalusien          | Jaén                          | 2014     |                                                  |
| Urda                       | Santisimo Cristo de la Veracruz                                                | Kastilien-La Mancha | Toledo                        | 2020     |                                                  |
| Valencia                   | Basilika der Heiligen Jungfrau der Hilflosen                                   | Valencia            | Valencia                      | 1948     |                                                  |
| Valencia                   | Santa Maria (Metropolitankathedrale)                                           | Valencia            | Valencia                      | 1886     |                                                  |
| Valencia                   | San Vicente Ferrer                                                             | Valencia            | Valencia                      | 1951     | Informationen                                    |
| Valencia                   | Sagrado Corazón de Jesús                                                       | Valencia            | Valencia                      | 2019     |                                                  |
| Valladolid                 | Gran Promesa (Nationalheiligtum)                                               | Kastilien und León  | Valladolid                    | 1964     |                                                  |
| Vic                        | San Pere de Vic (Kathedrale)                                                   | Katalonien          | Vic                           | 1893     |                                                  |
| Vigo                       | Santa María (Konkathedrale)                                                    | Galicien            | Tui–Vigo                      | 2019     |                                                  |
| Vilafranca del Penedès     | Santa María                                                                    | Katalonien          | Sant Feliu de Llobregat       | 1919     |                                                  |
| Villarreal                 | San Pascual Baylón                                                             | Valencia            | Segorbe-Castellón de la Plana | 1996     |                                                  |
| Vimbodí                    | Santa María de Poblet (Kloster, genannt Kloster Poblet, UNESCO-Weltkulturerbe) | Katalonien          | Tarragona                     | 1963     |                                                  |
| Virgen del Camino          | Nuestra Señora la Virgen del Camino                                            | Kastilien und León  | León                          | 2009     |                                                  |
| Vitoria-Gasteiz            | Santa María (ehemalige Kathedrale)                                             | Baskenland          | Vitoria                       | 1844     |                                                  |
| Yecla                      | Purísima Concepción                                                            | Murcia              | Cartagena                     | 1868     |                                                  |

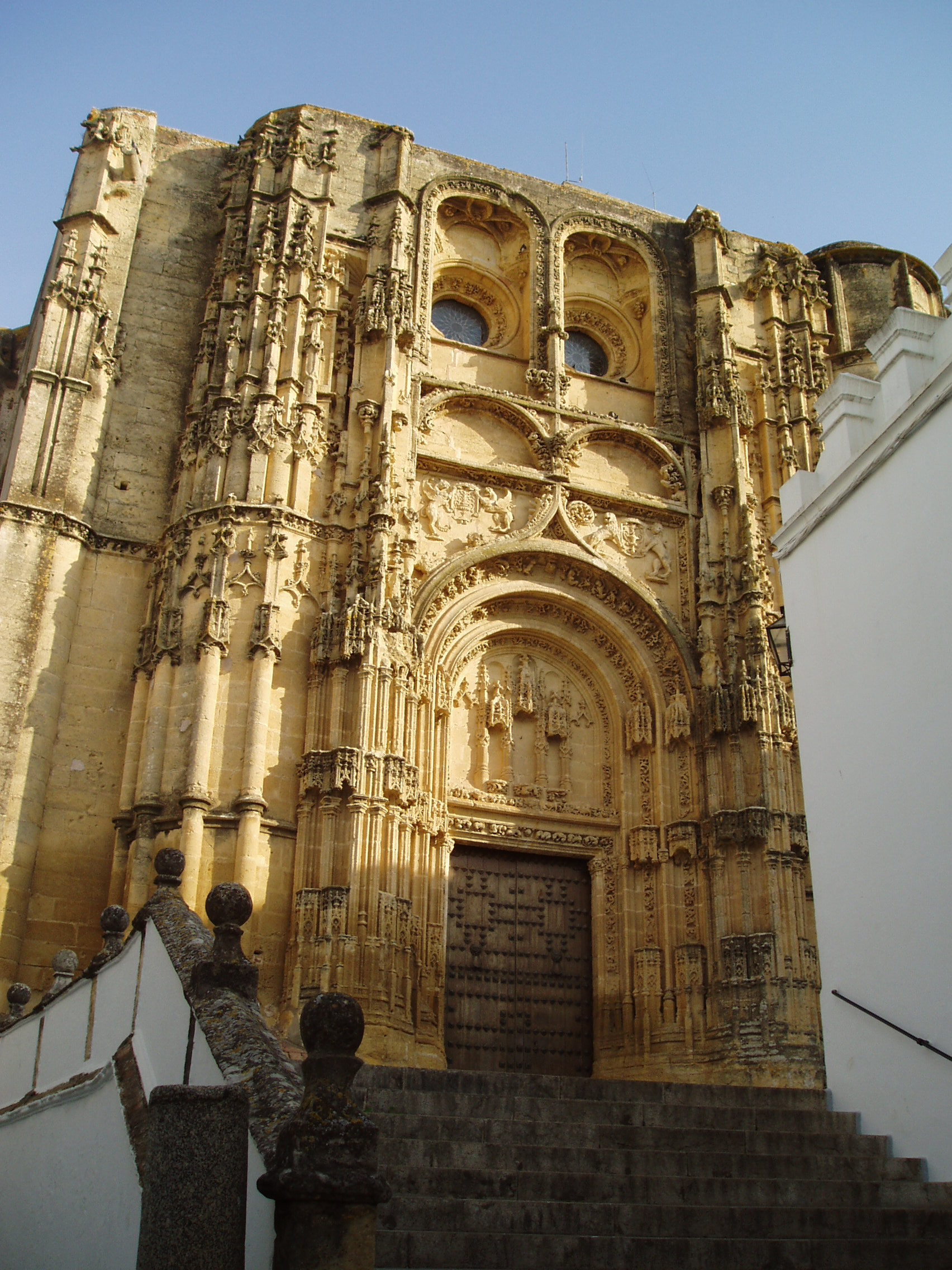
Arcos de la Frontera: Santa María de la Asunción
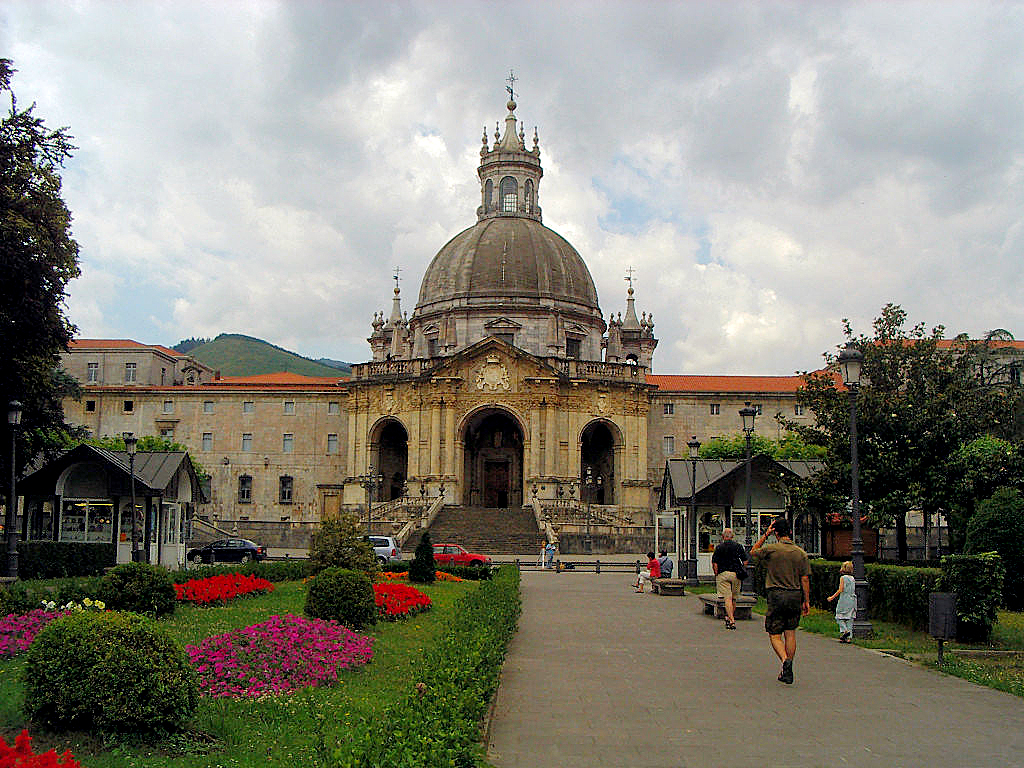
Azpeitia: San Ignacio de Loyoloa
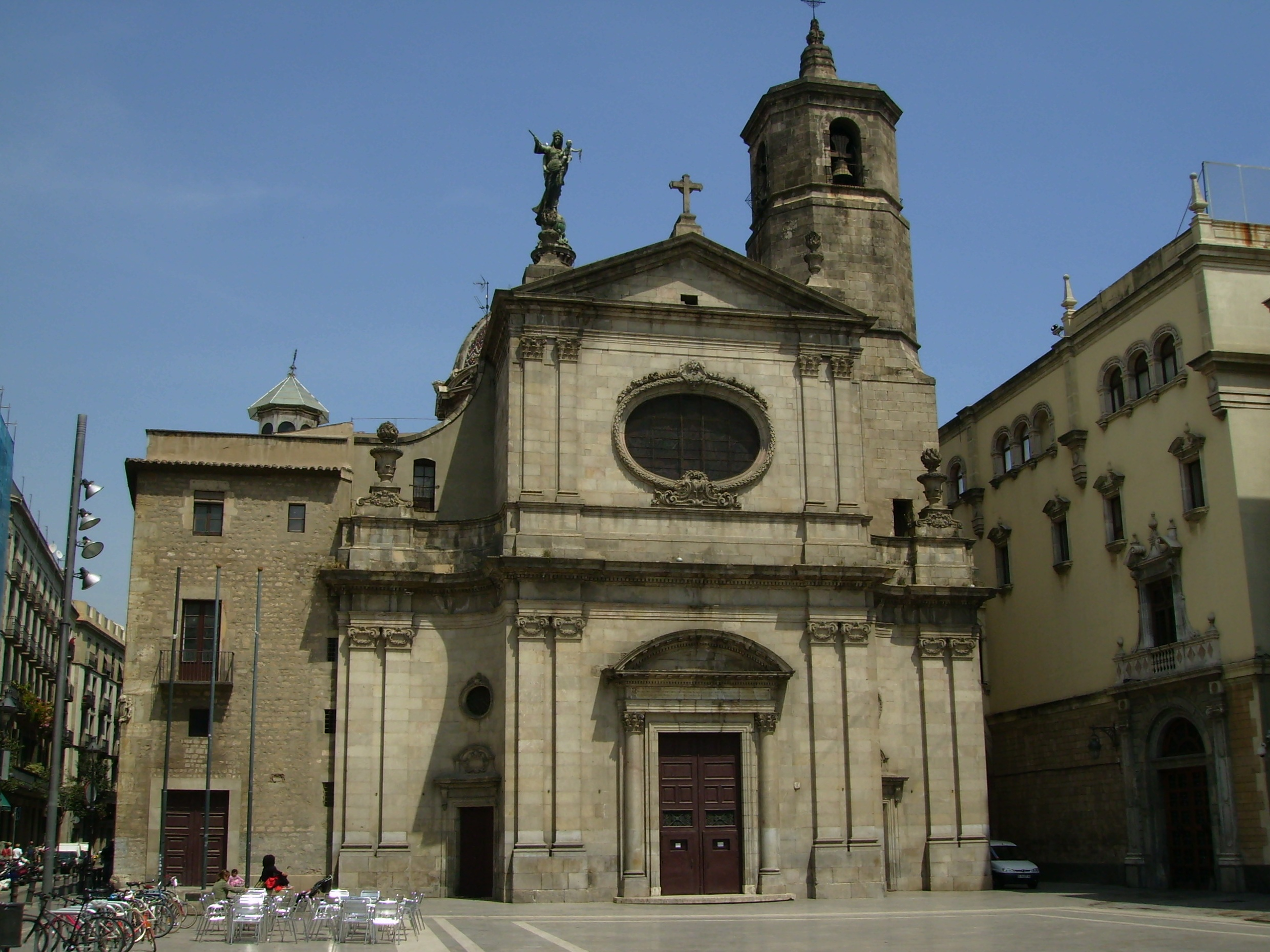
Barcelona: Mare de Déu de la Mercè
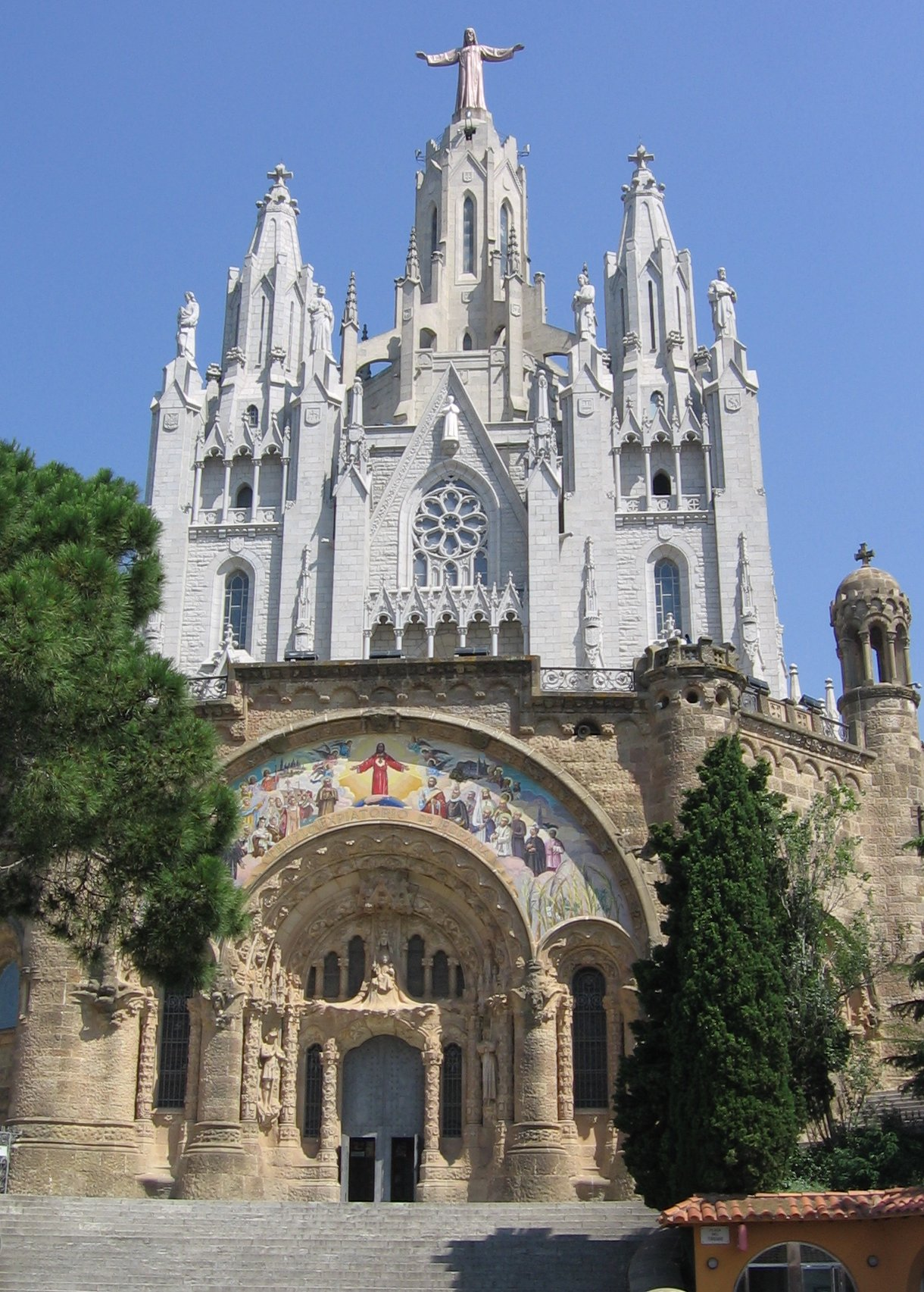
Barcelona: Sagrado Corazón
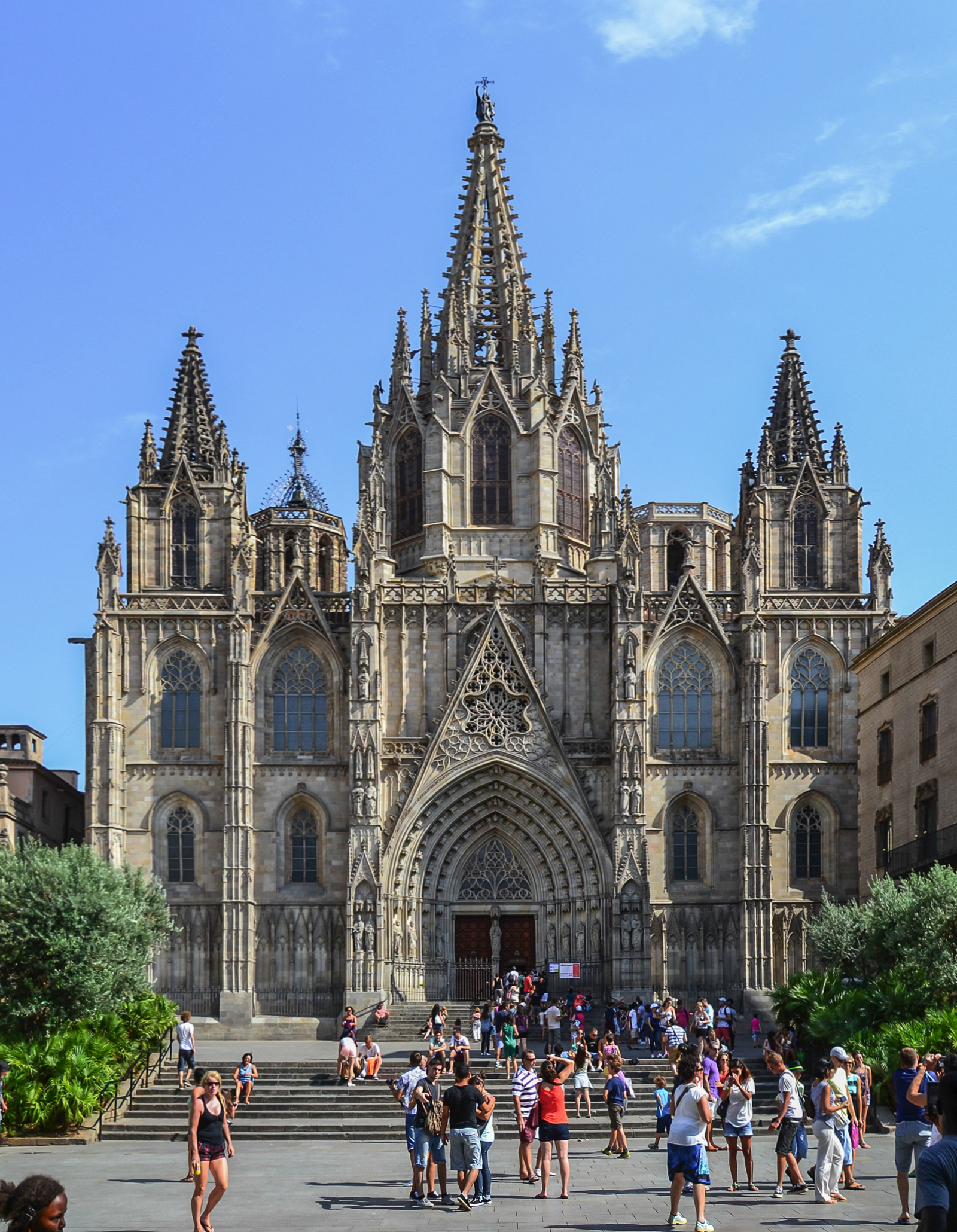
Barcelona: Santa Eulalia (Kathedrale)
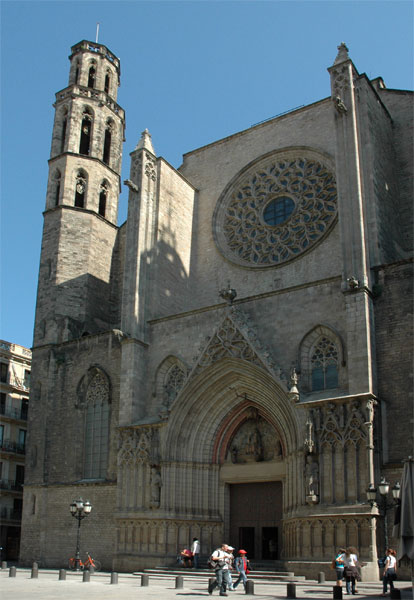
Barcelona: Santa Maria del
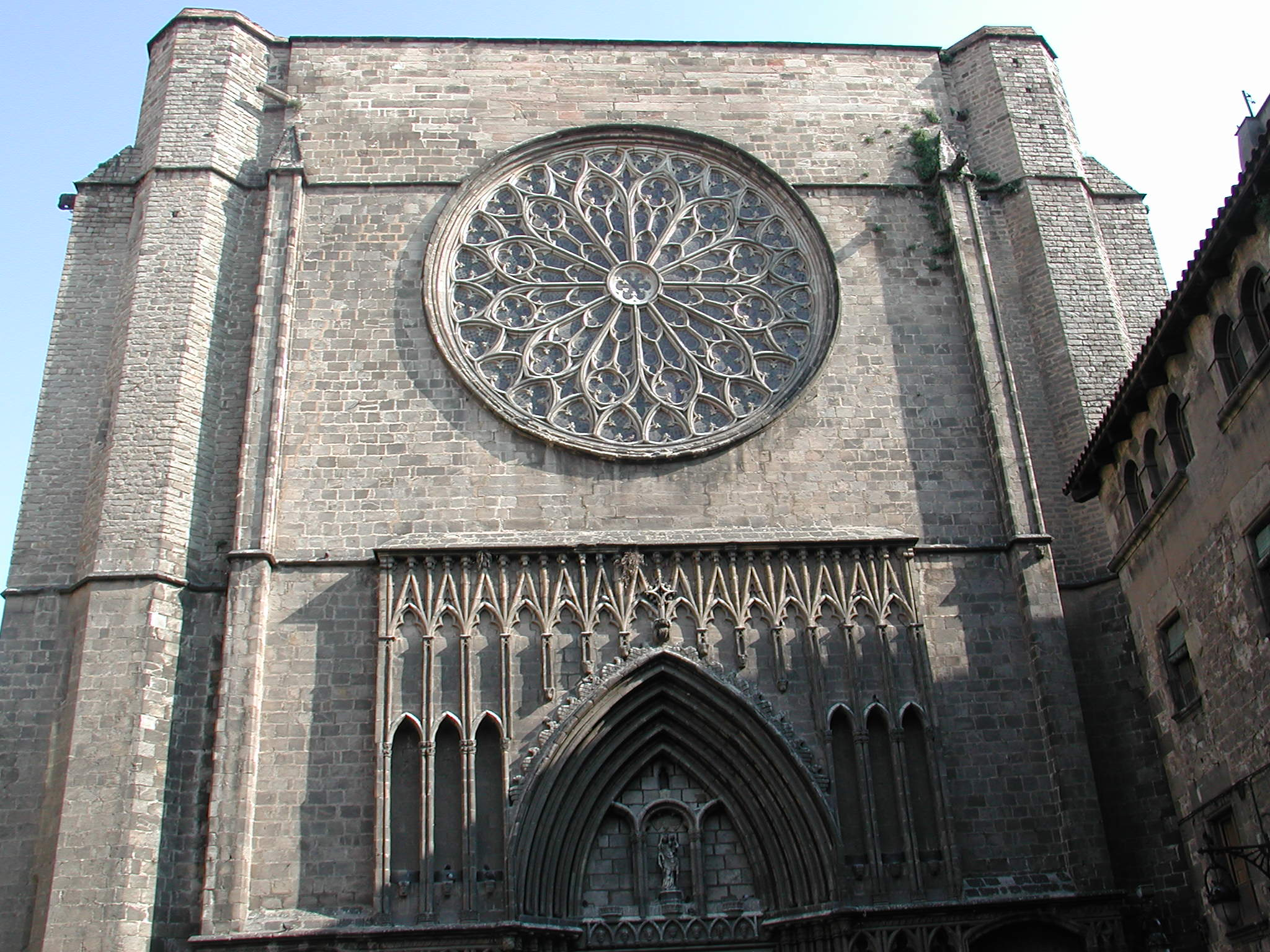
Barcelona: Santa Maria del Pi
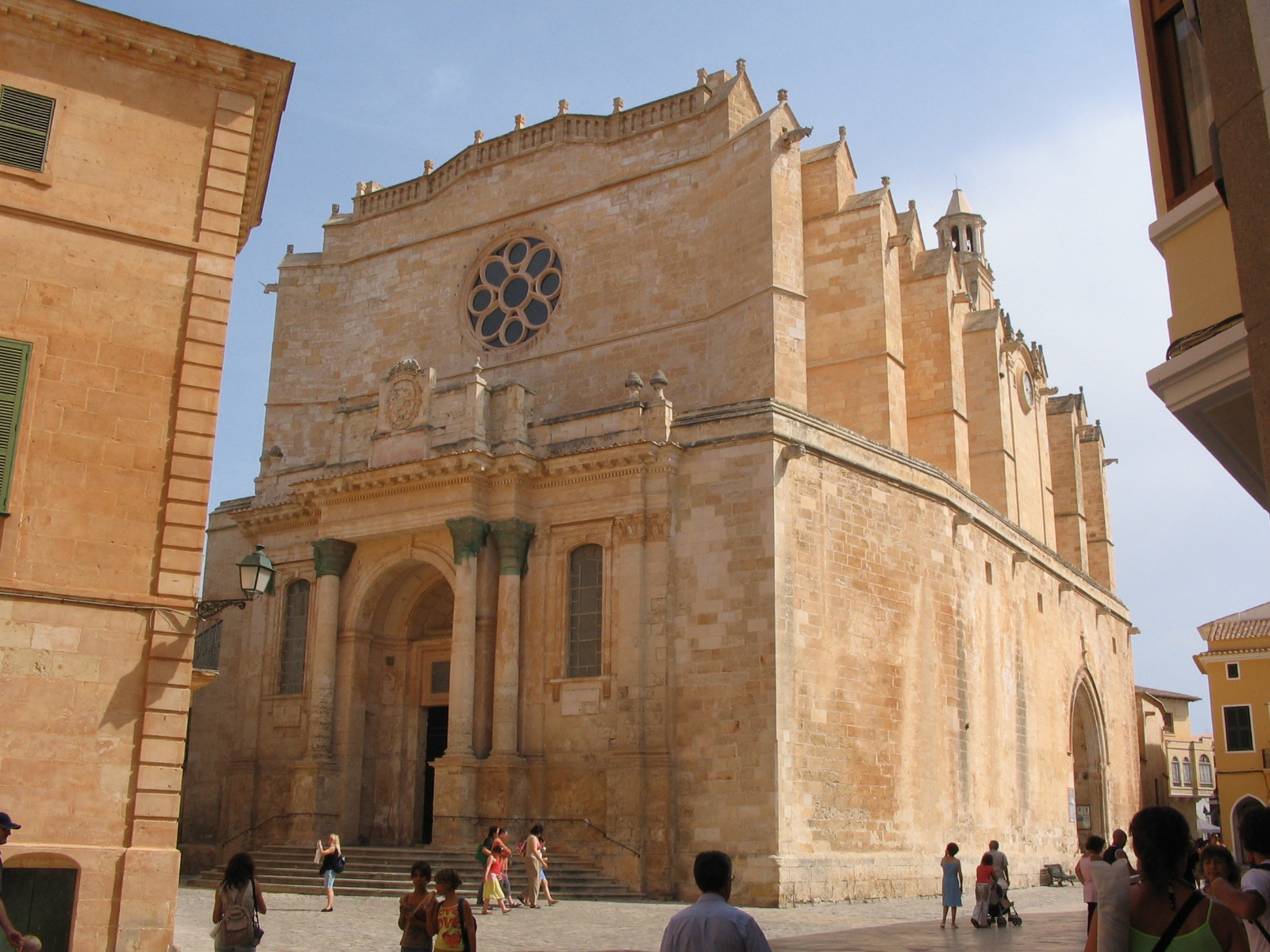
Ciduadela de Menorca: Santa María (Kathedrale)
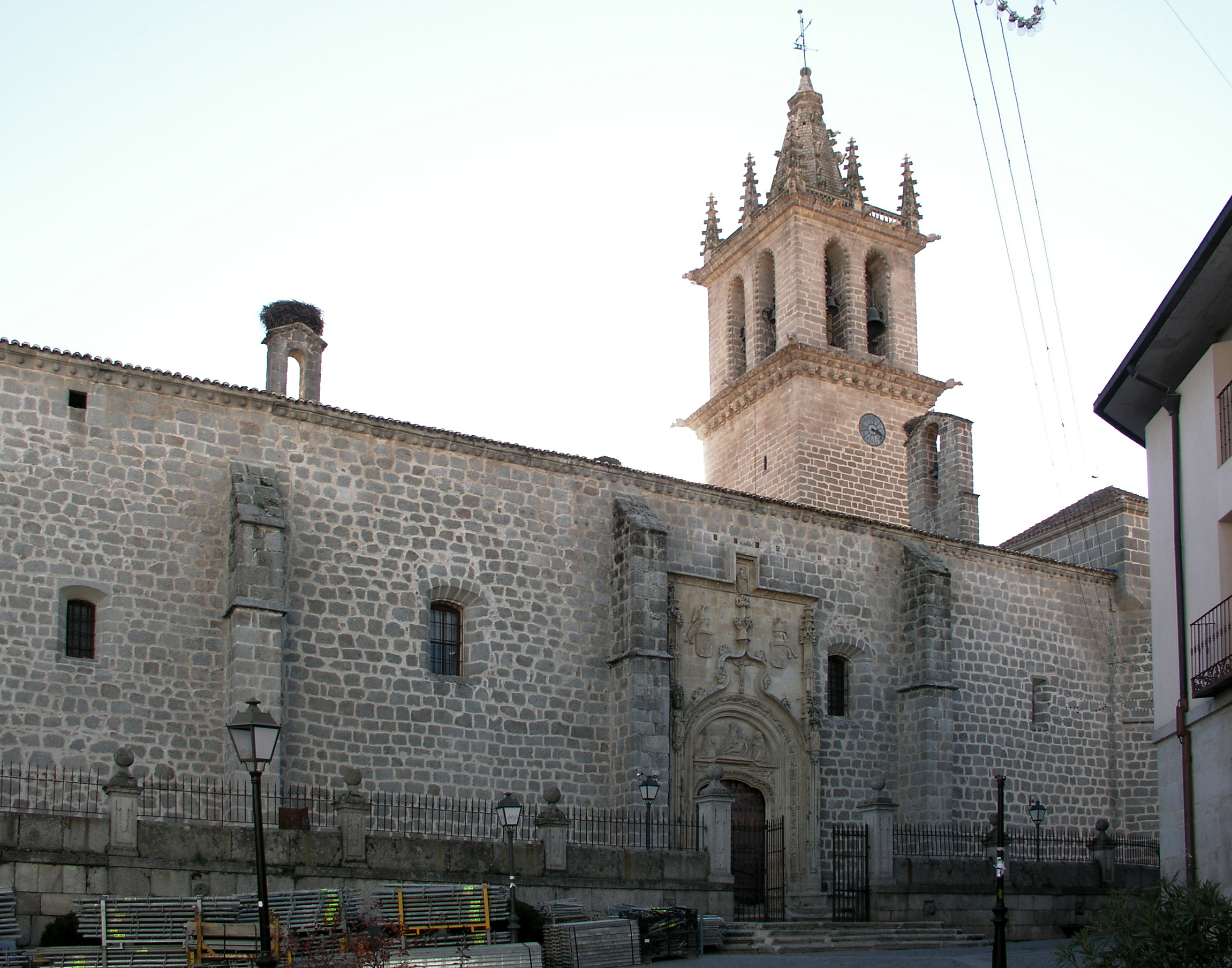
Asunción de Nuestra Senora
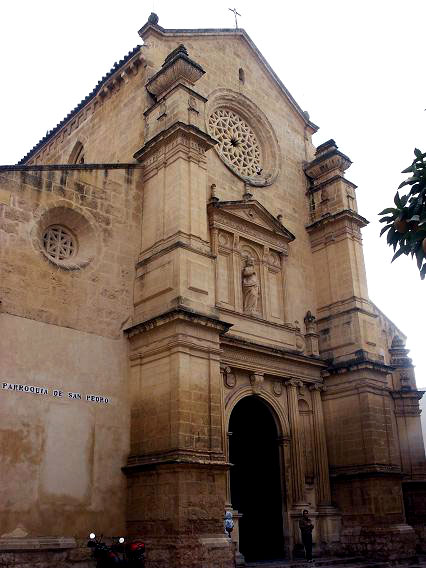
Córdoba: San Pedro Apostól
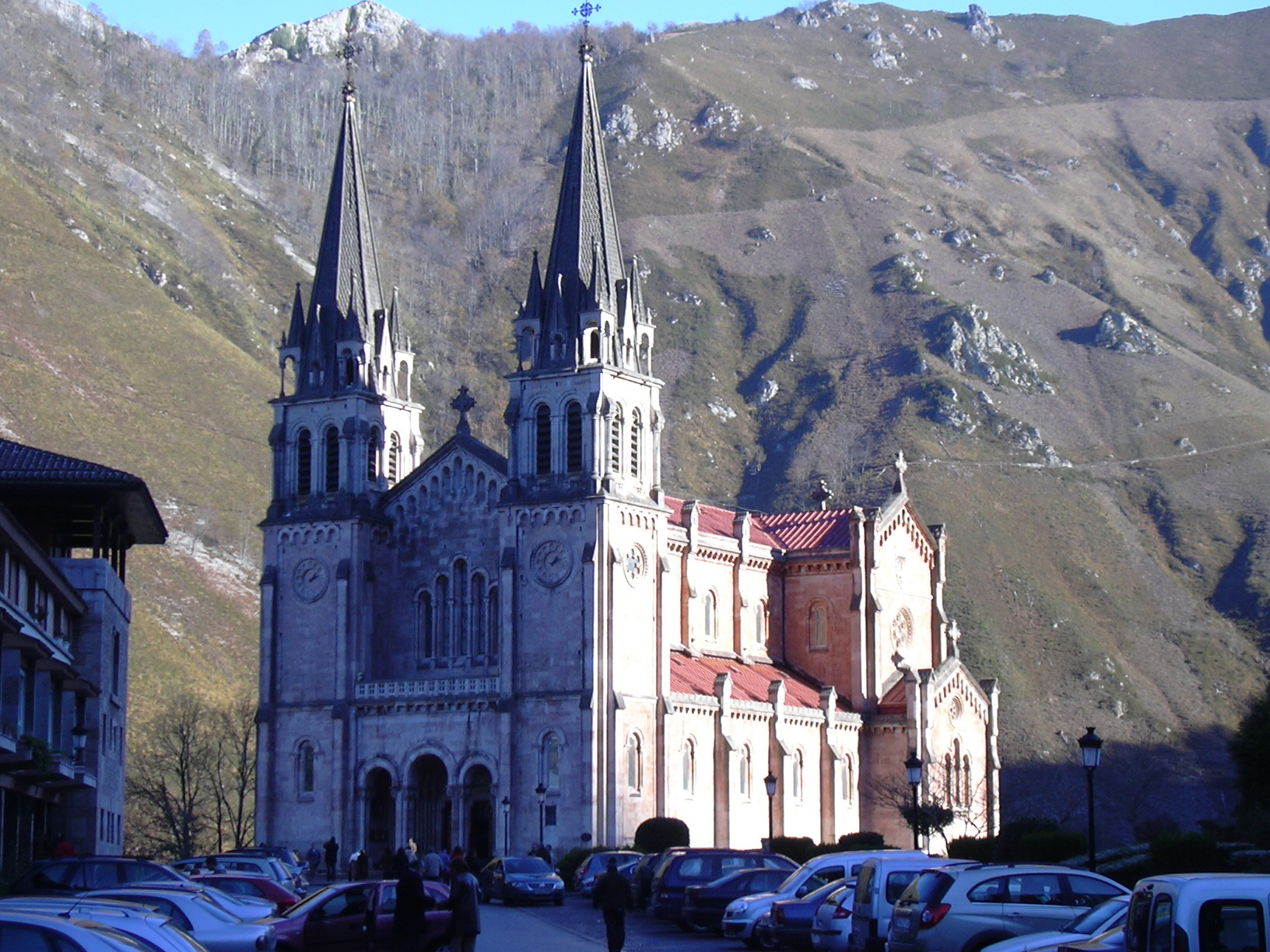
Covadonga: Santa María la Real
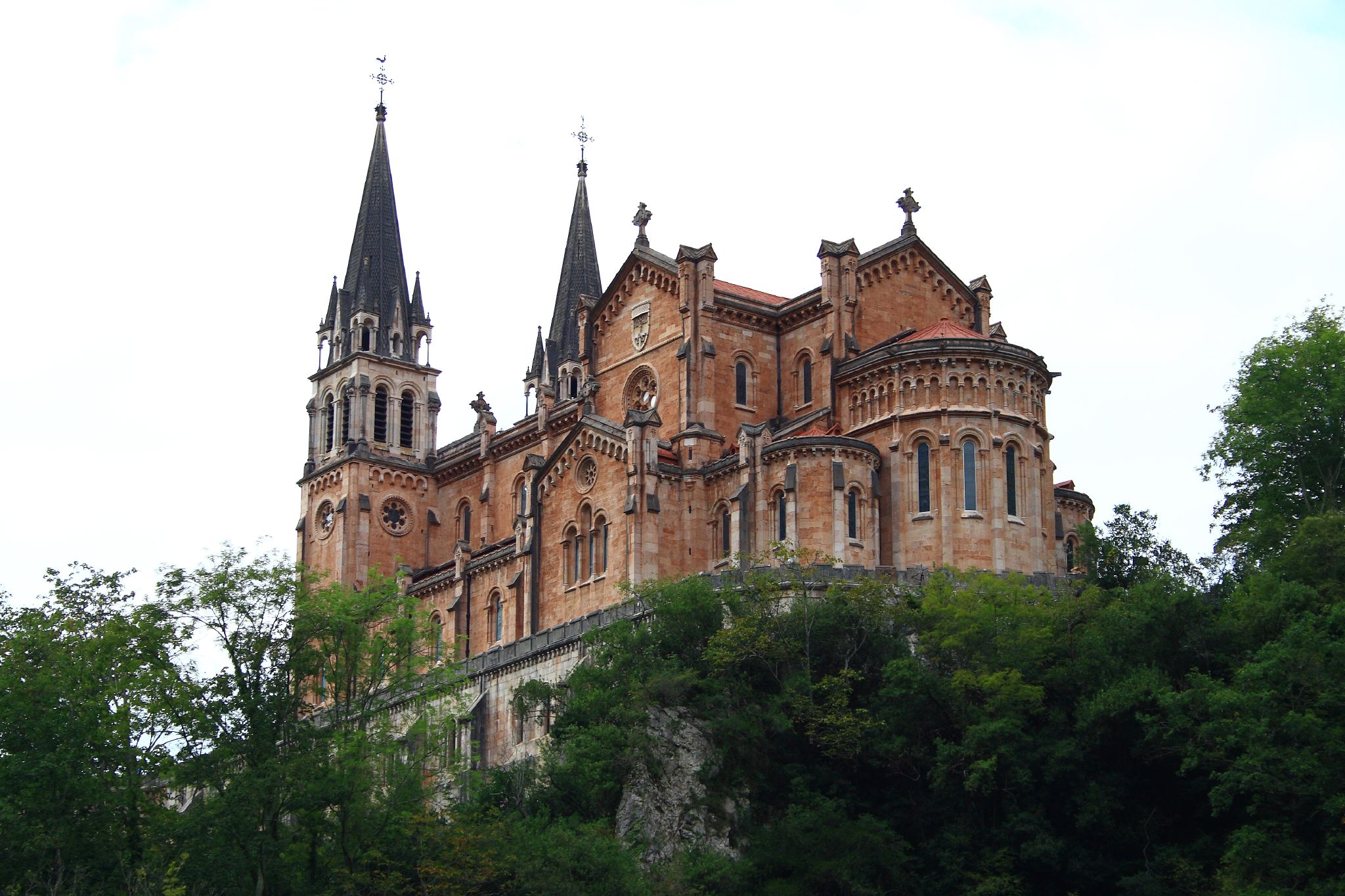
Covandoga: Santa María la Real
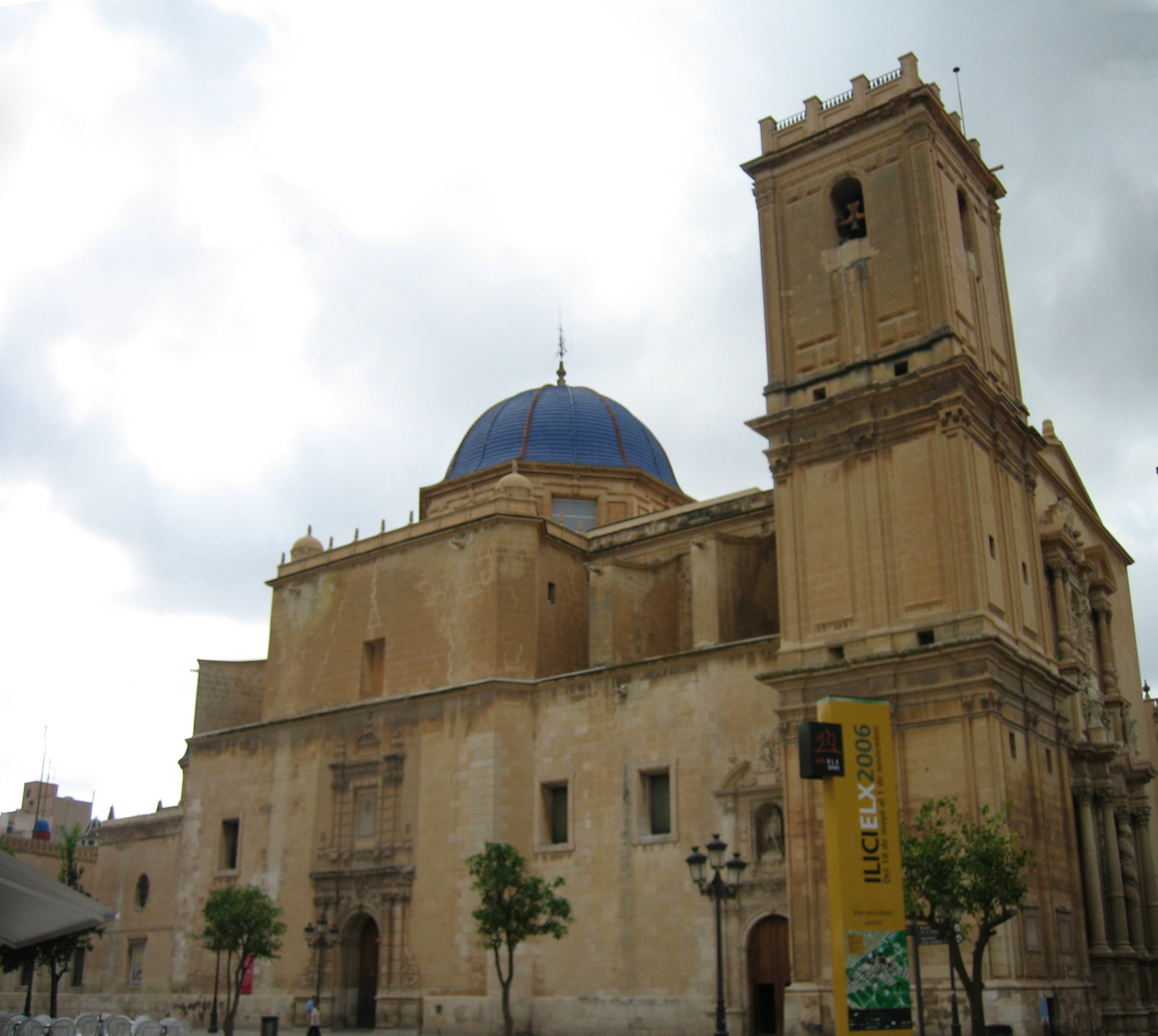
Elche: Santa María de Elche
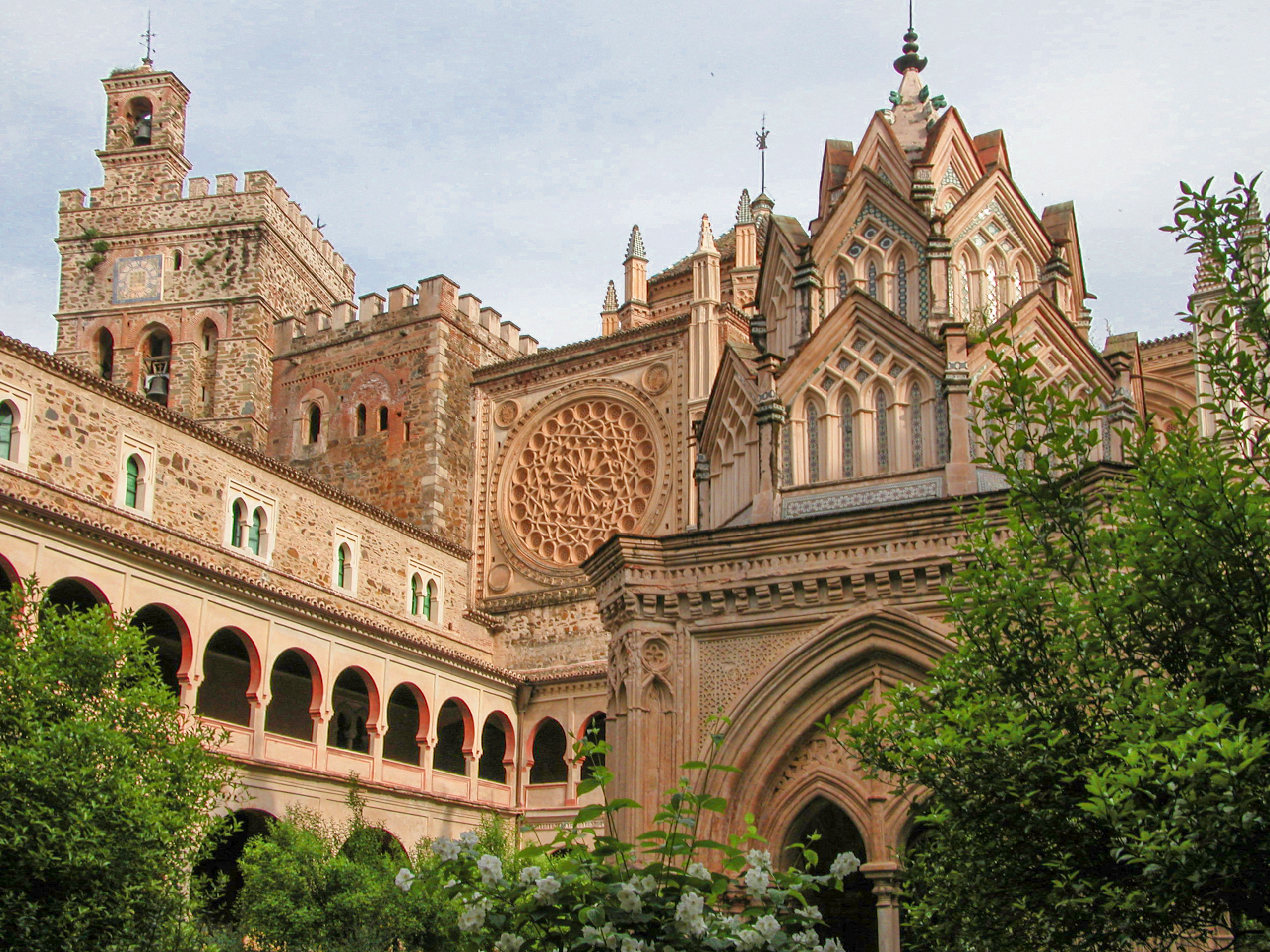
Guadeloupe: Kloster Santa María de Guadeloupe
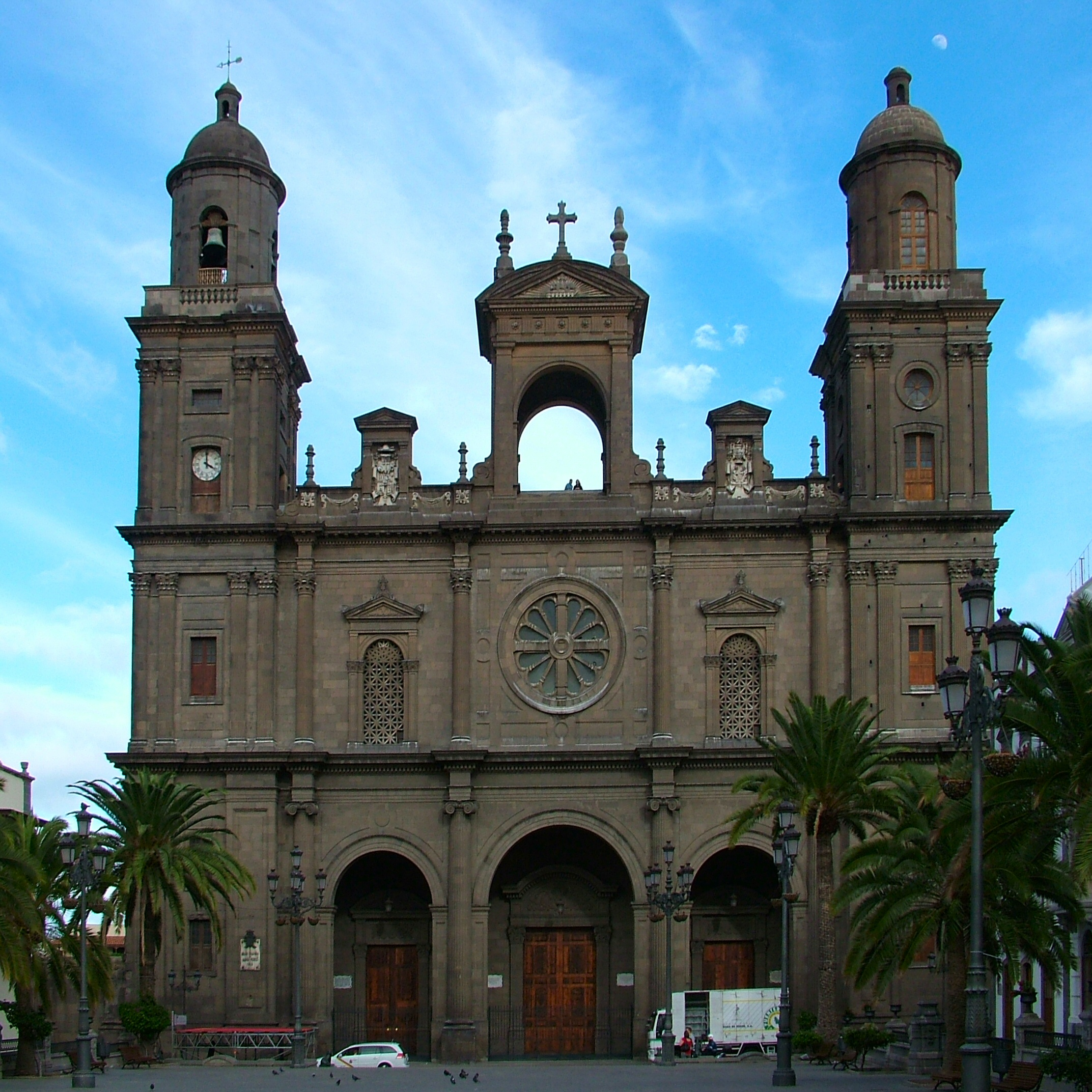
Las Palmas de Gran Canaria: Kathedrale Santa Ana
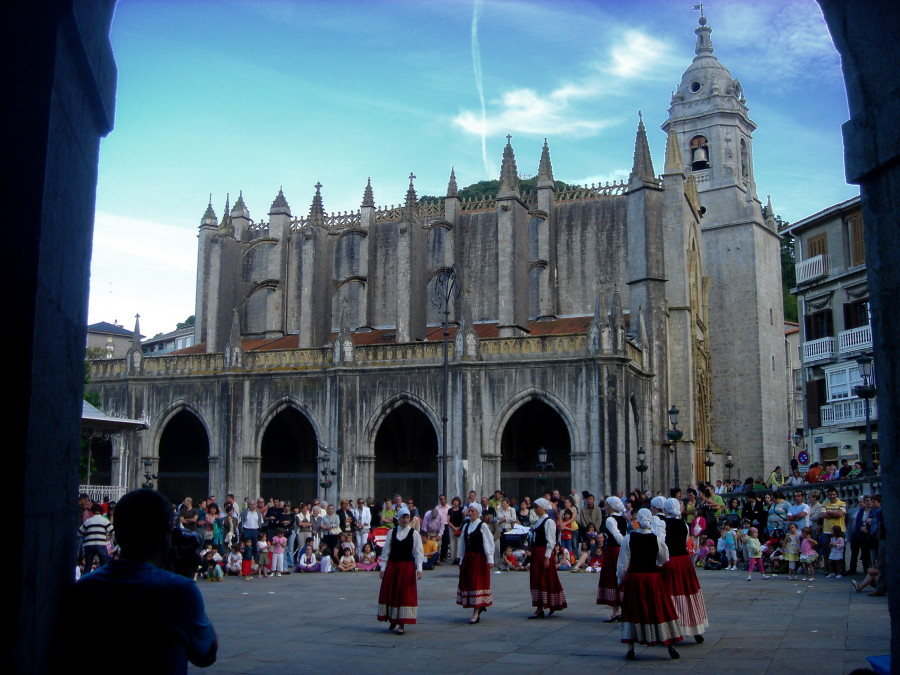
Lekeitio: Asunción de Nuestra Senora
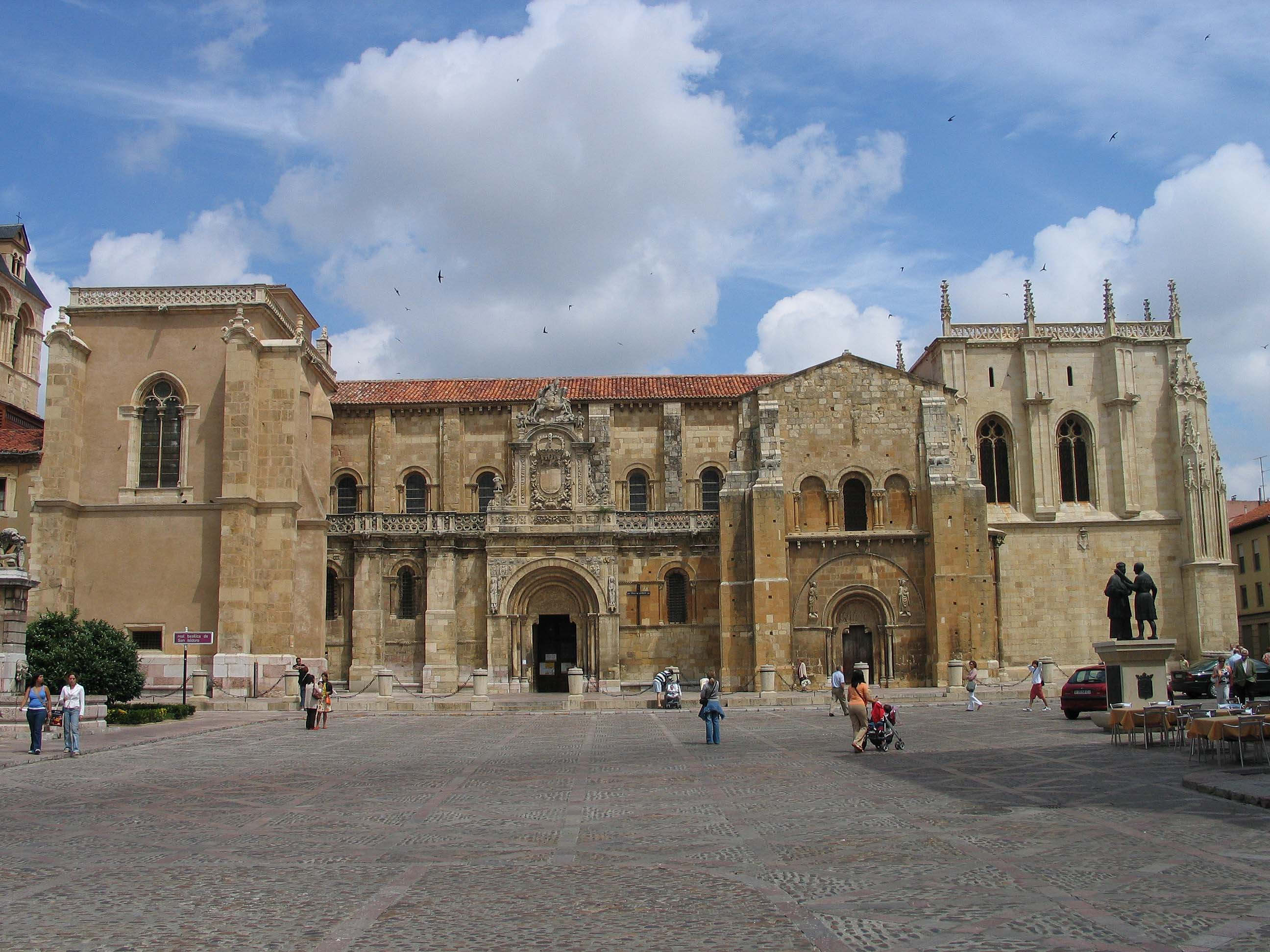
León: Königliche Basilika San Isidoro de León
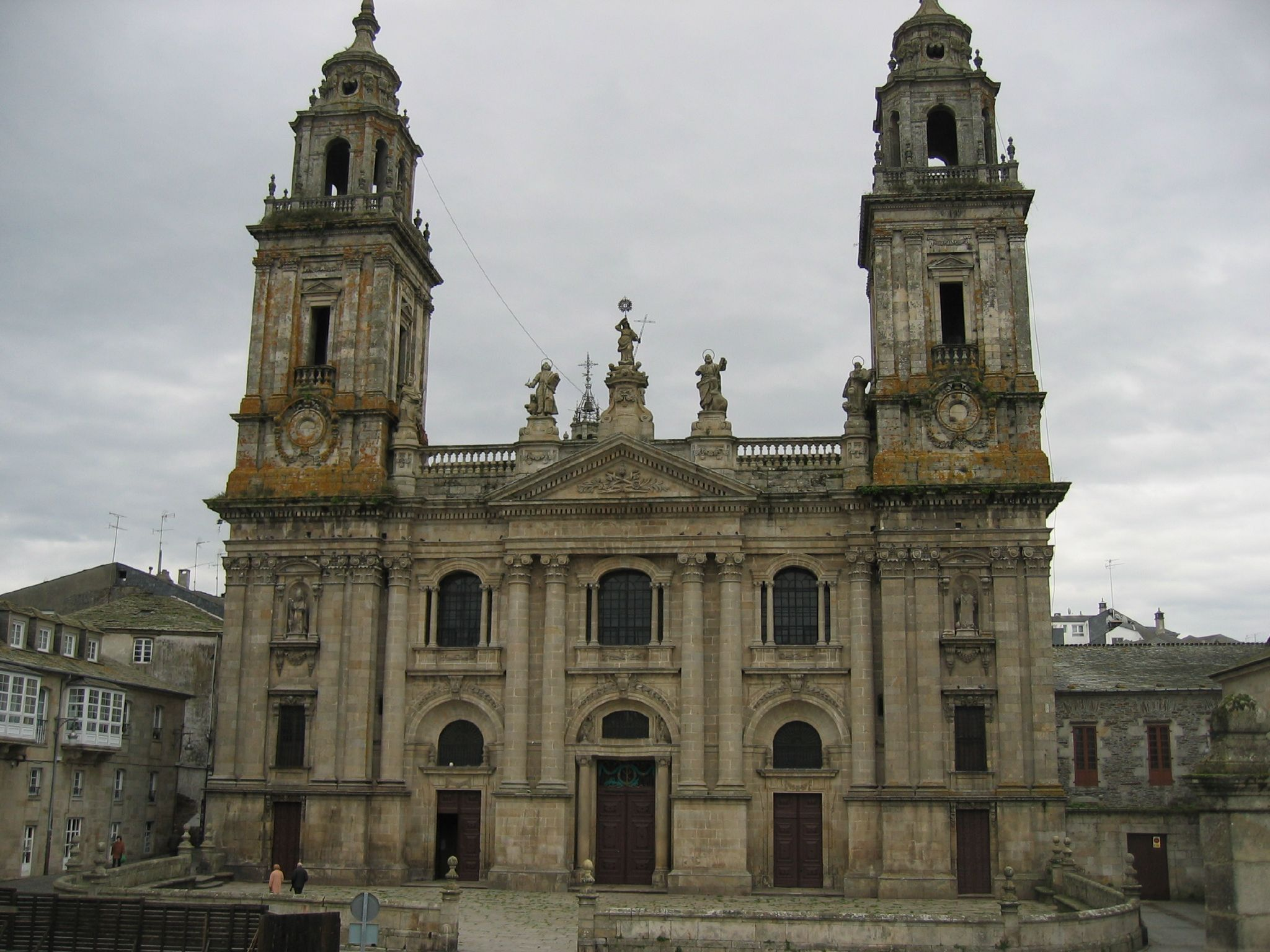
Lugo: Kathedrale Nuestra Senora del Carmen
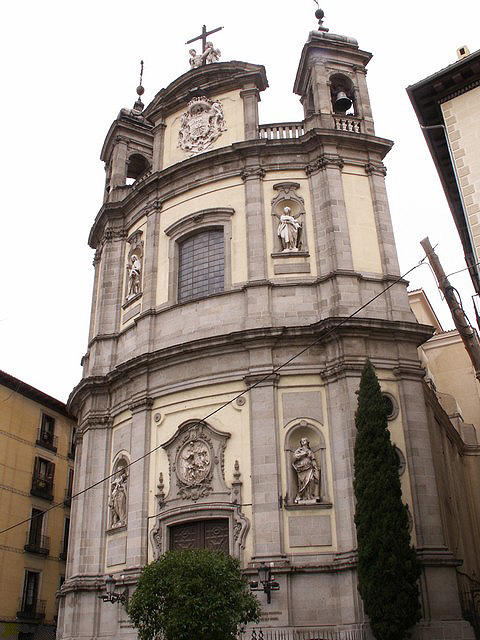
Madrid: Pontifikalbasilika San Miguel
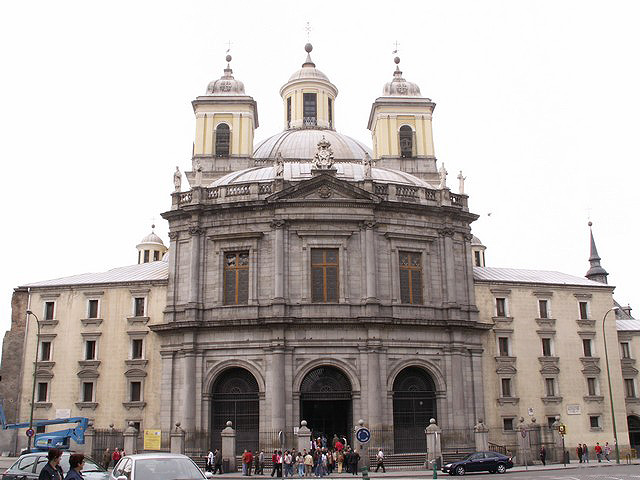
Madrid: Königliche Basilika San Francisco el Grande
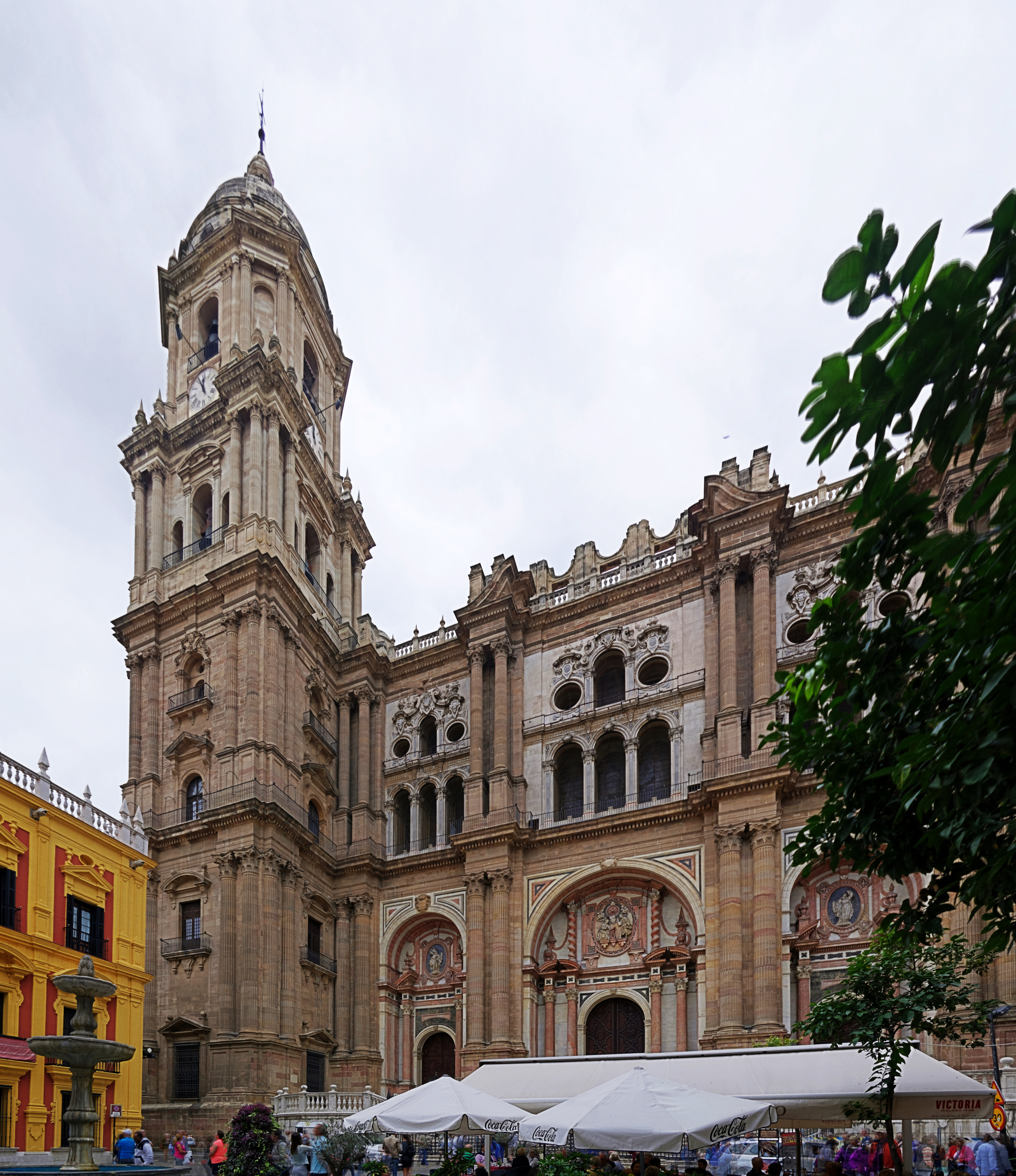
Málaga: Kathedrale Virgen de la Encarnatión
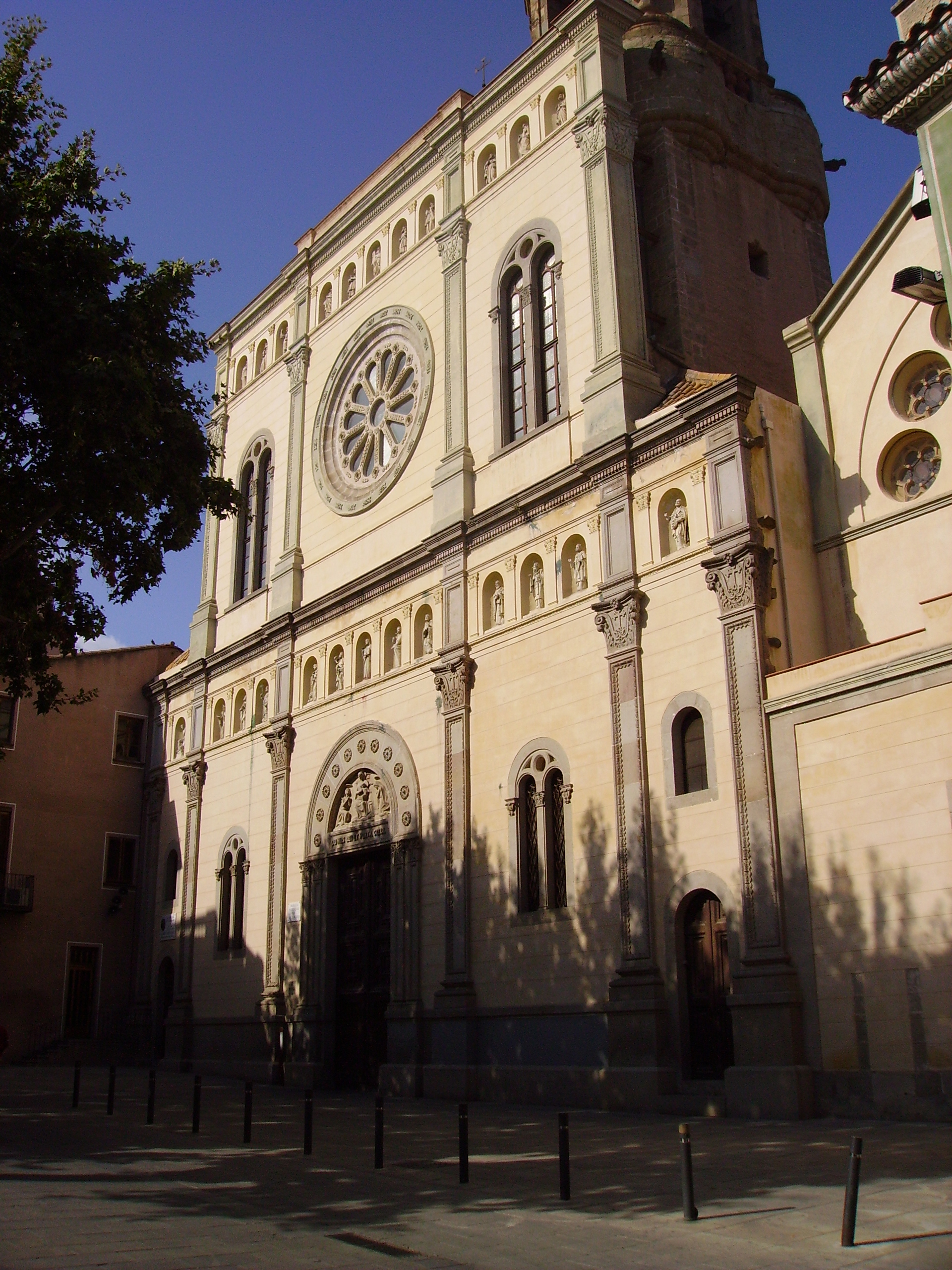
Mataró: Santa Maria
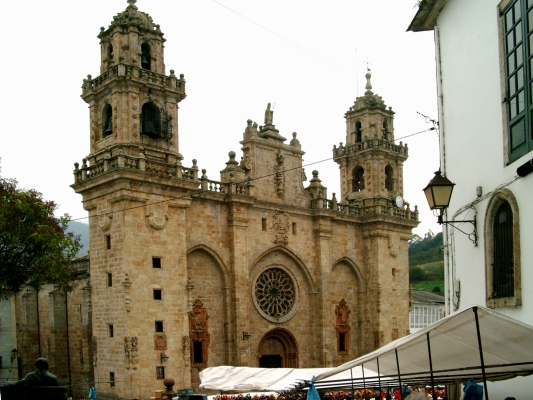
Mondonedo: Kathedrale Virgen de la Asunción
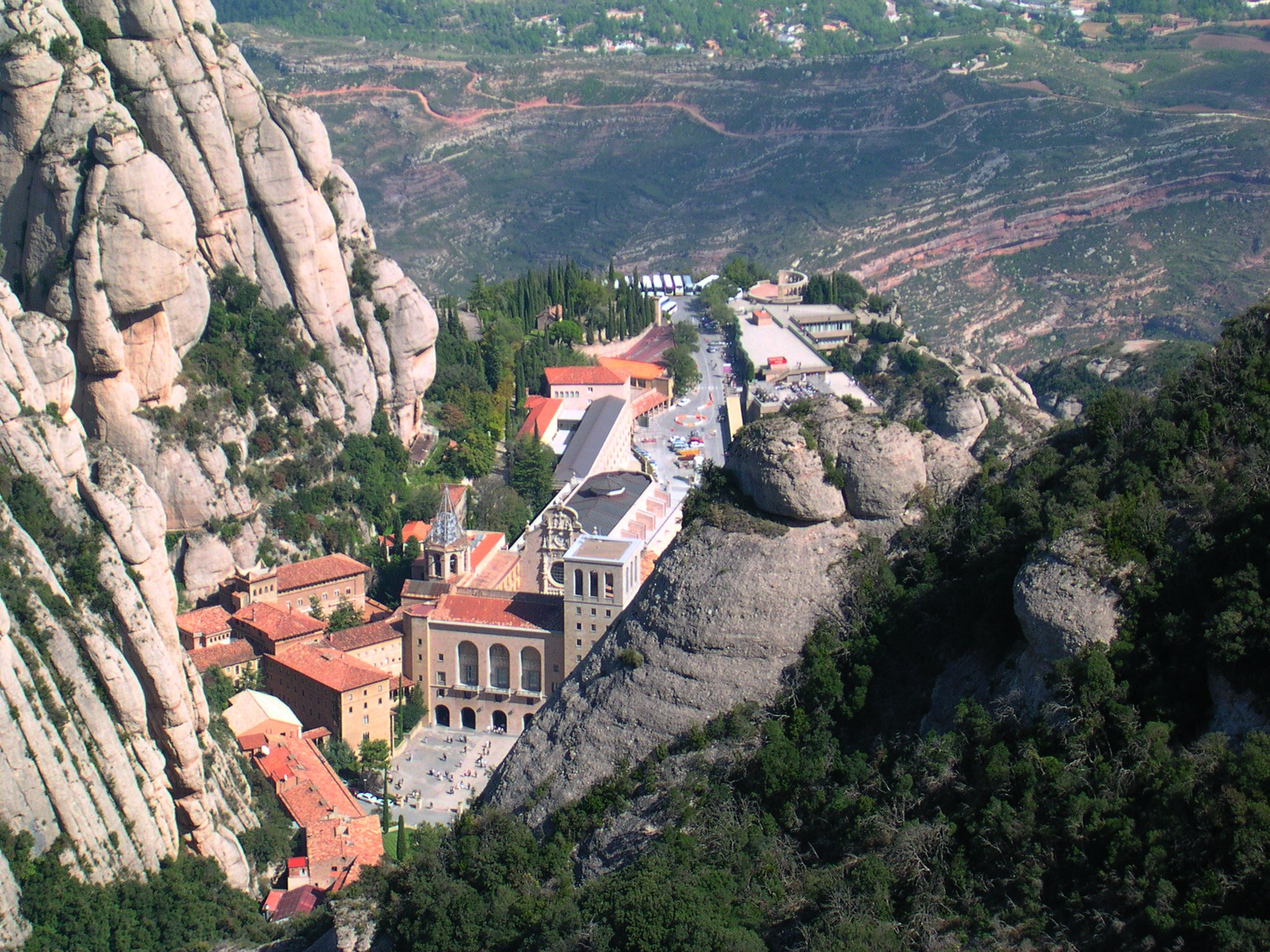
Montserrat: Kloster mare de Déu de Montserrat
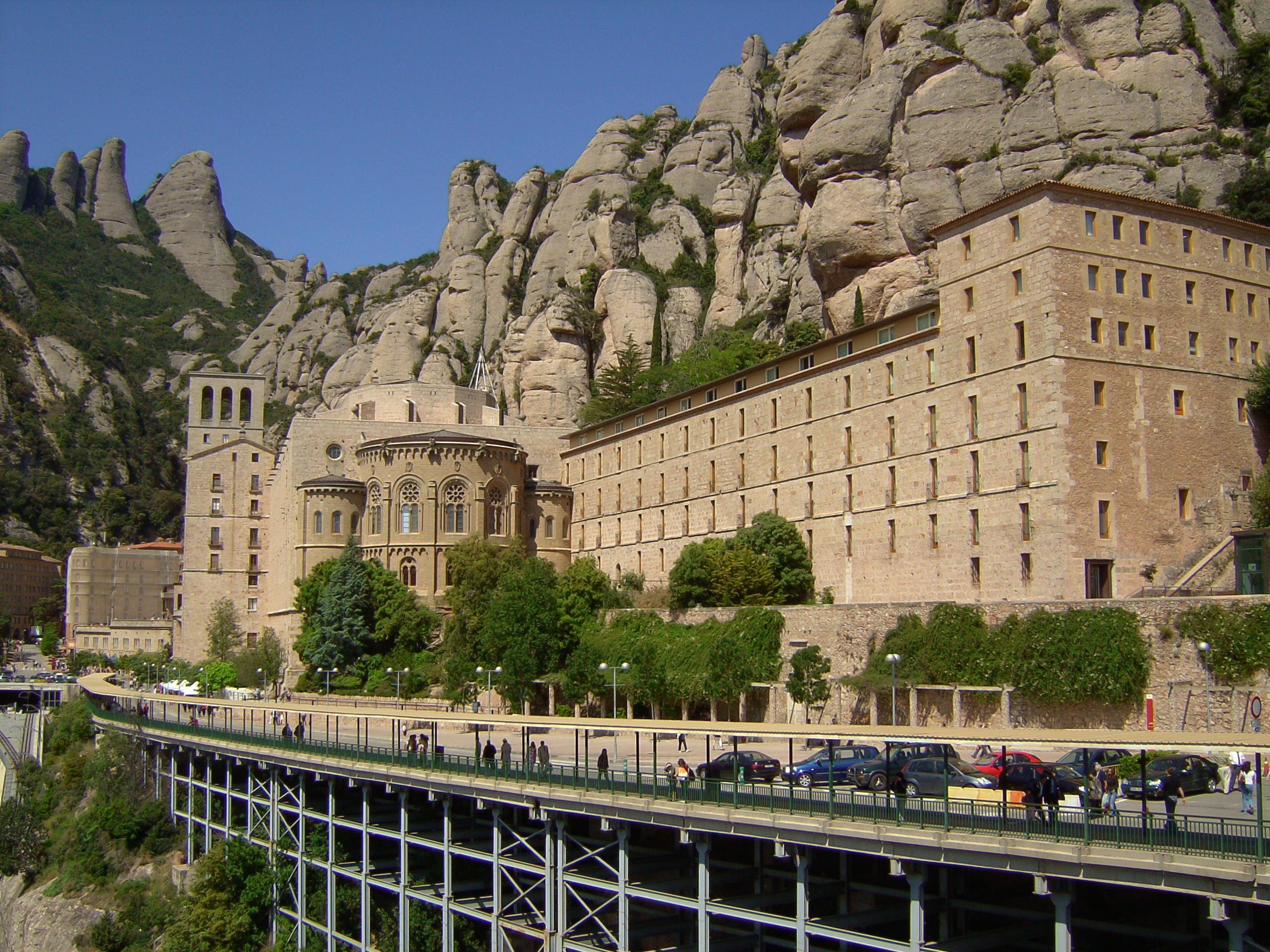
Montserrat: Kloster mare de Déu de Montserrat
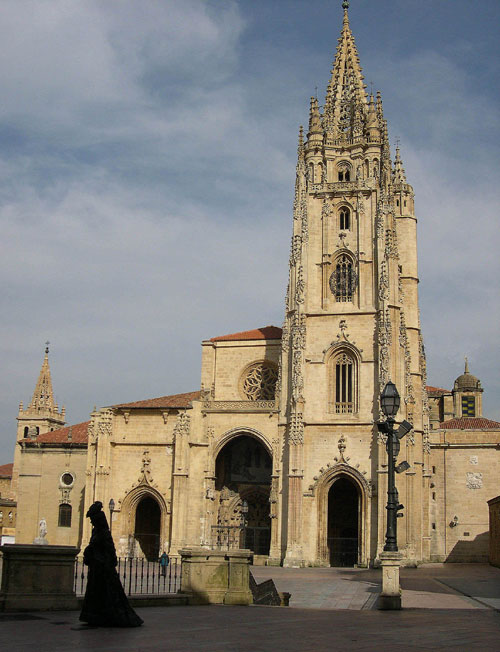
Oviedo: Kathedrale San Salvador
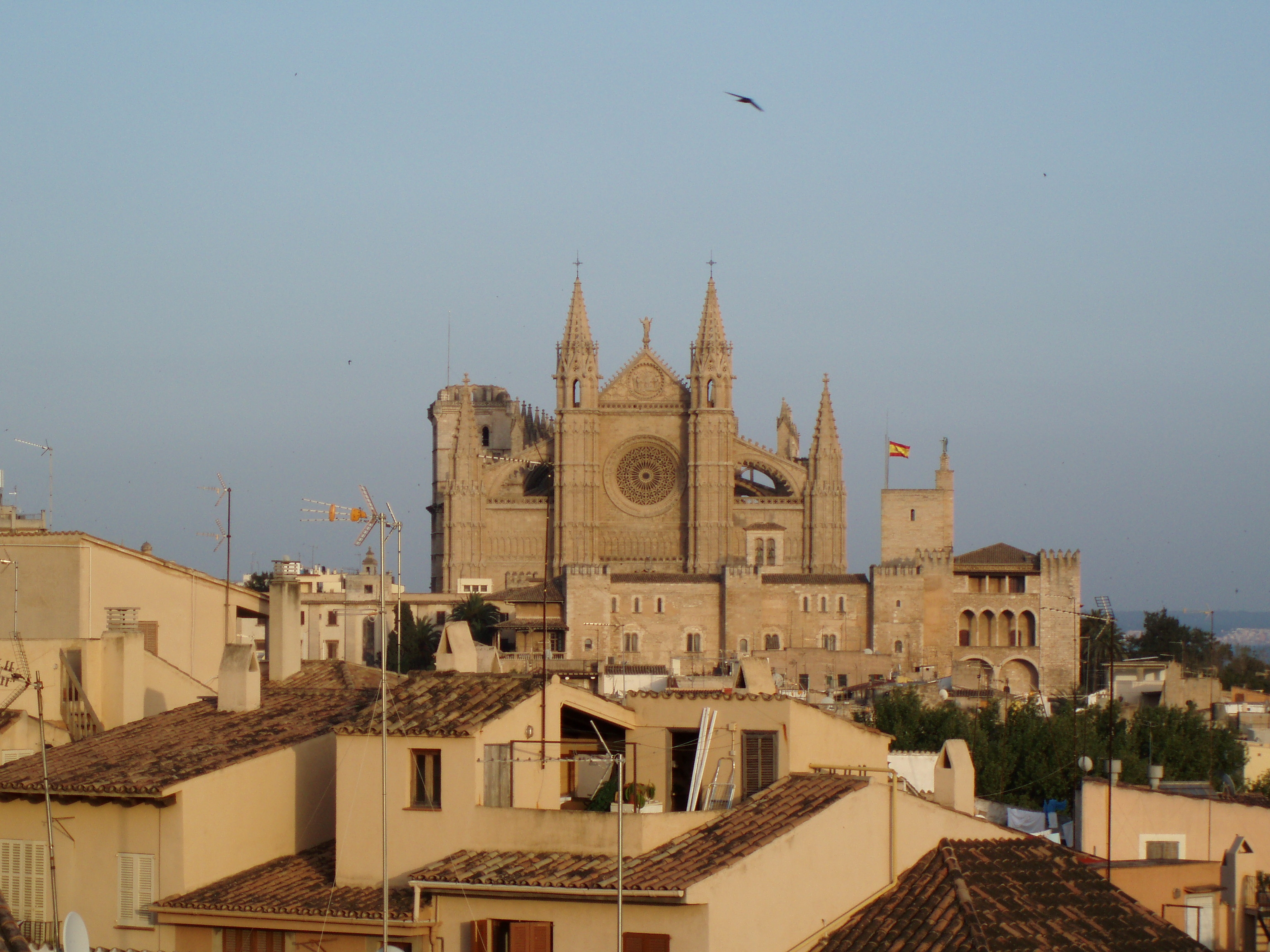
Palma de Mallorca: Kathedrale La Seu
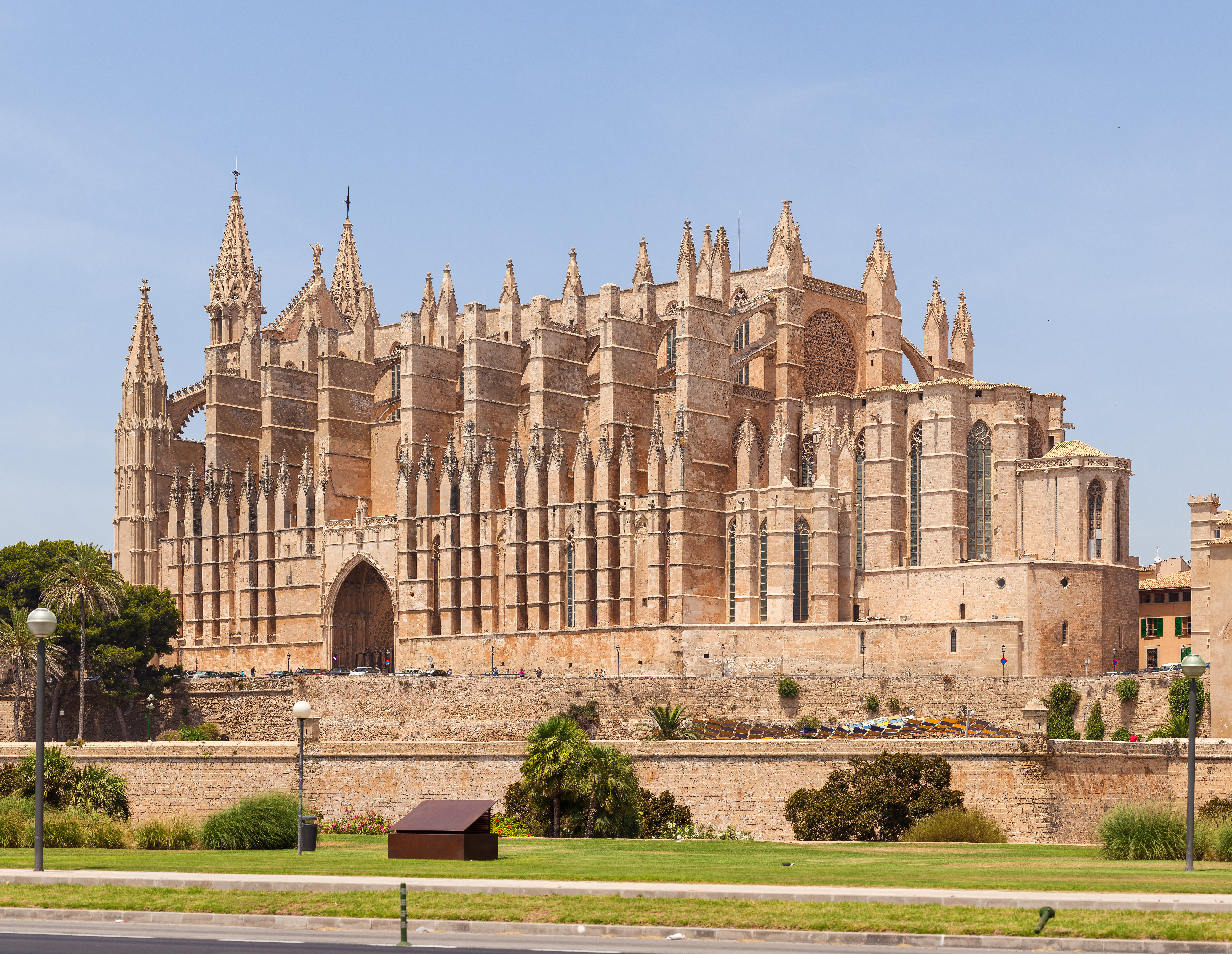
Palma de Mallorca: Kathedrale La Seu
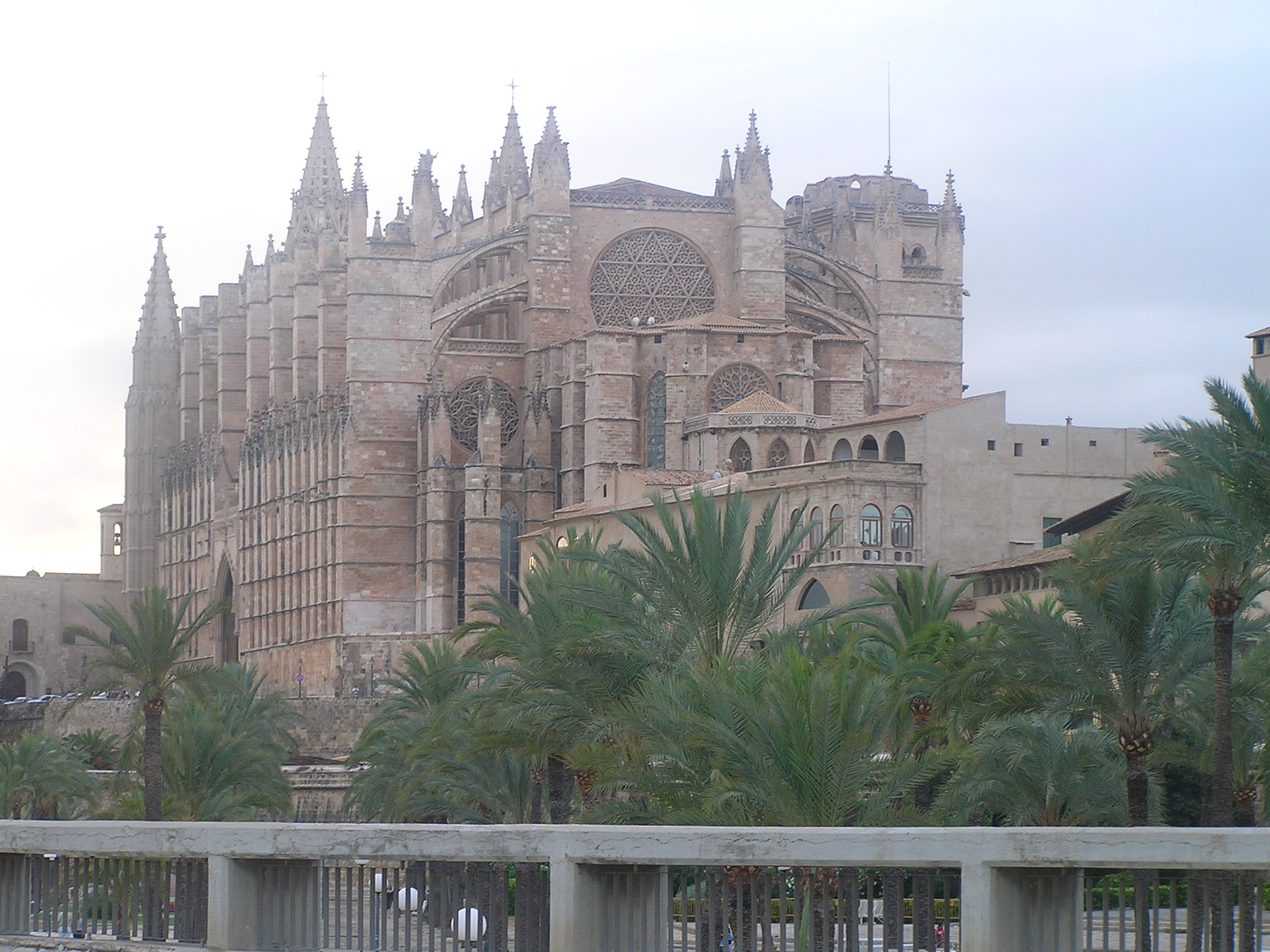
Palma de Mallorca: Kathedrale La Seu
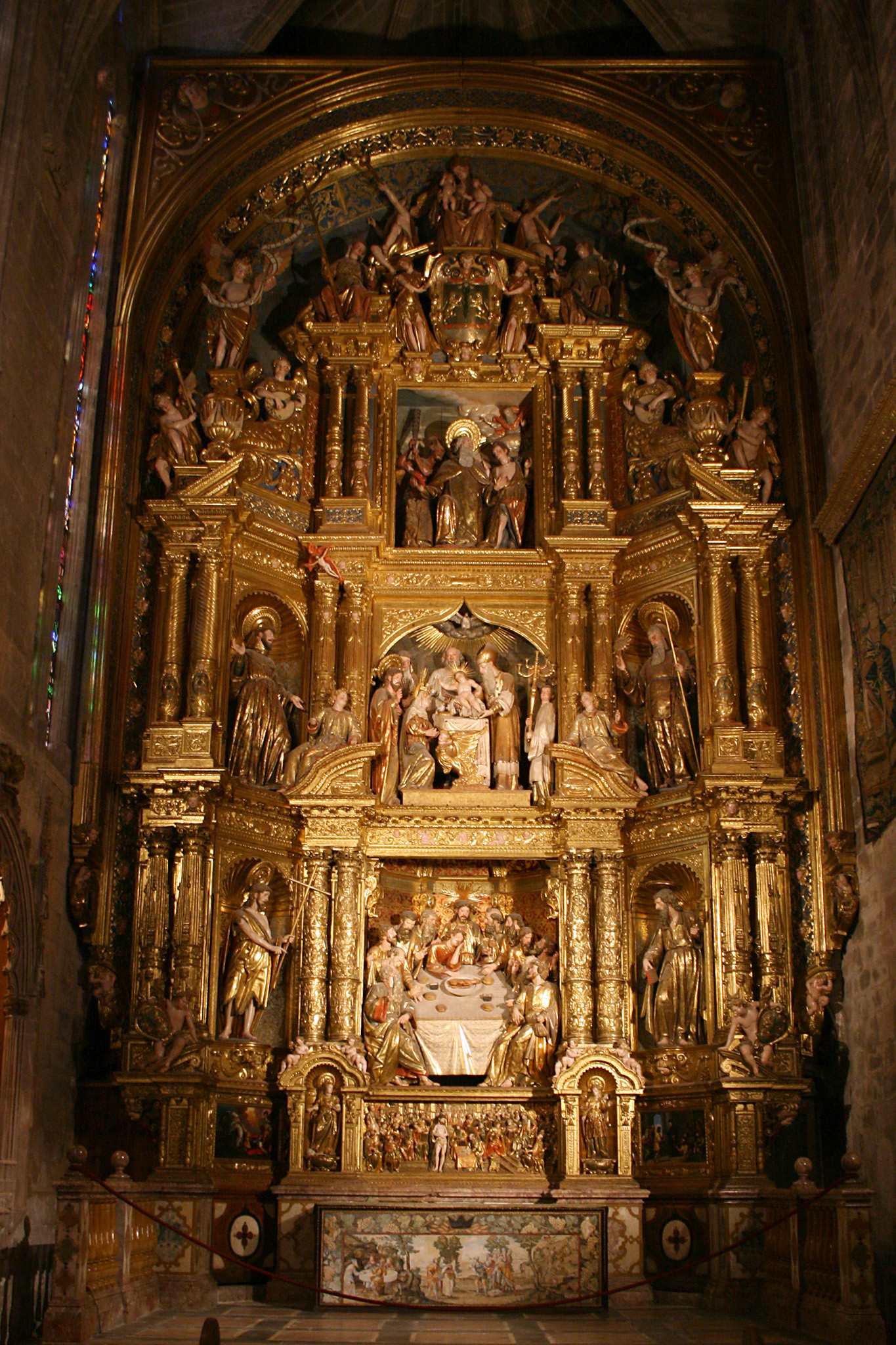
Palma de Mallorca: Kathedrale La Seu – Hochaltar
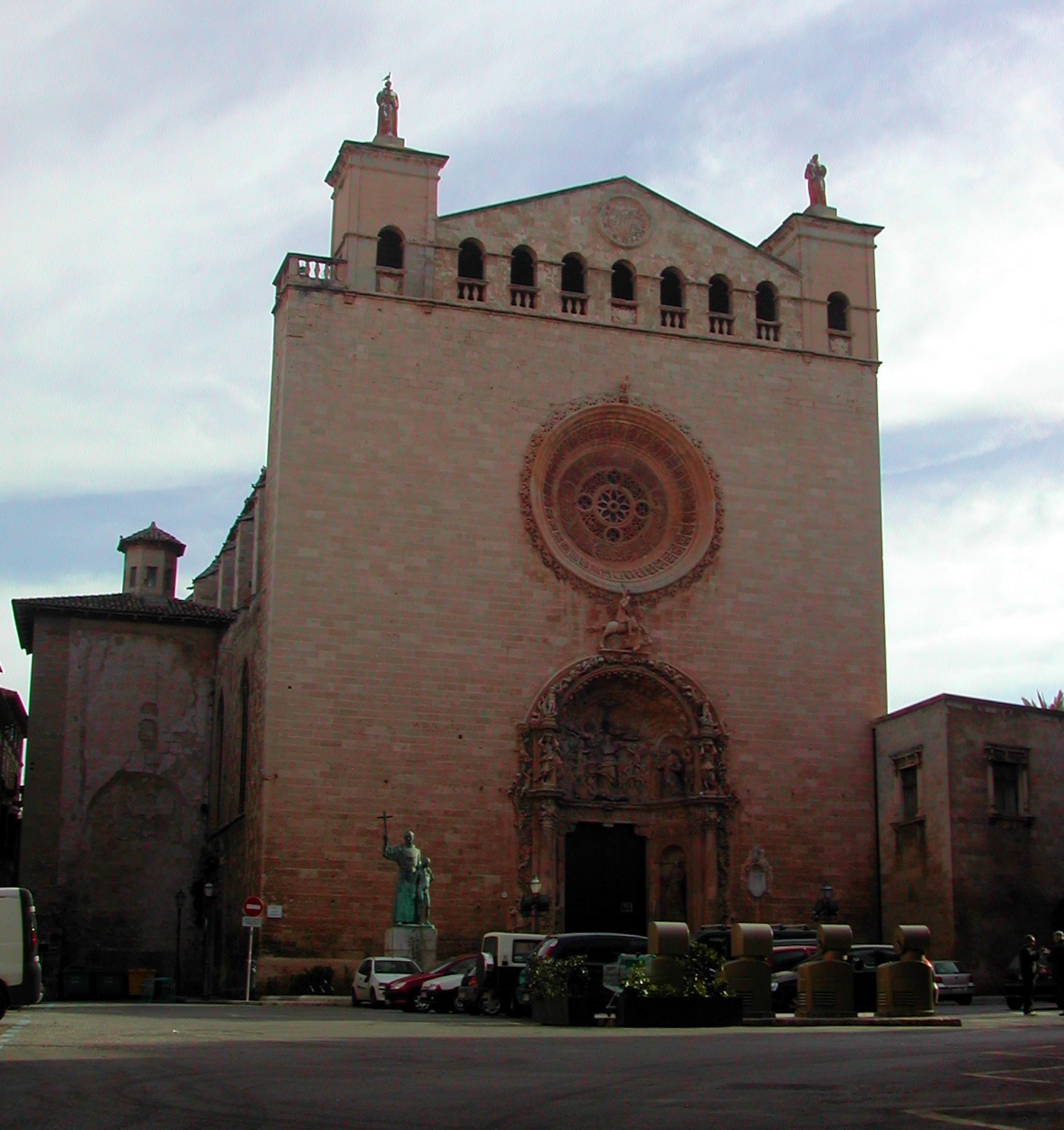
Palma de Mallorca: San Francesc
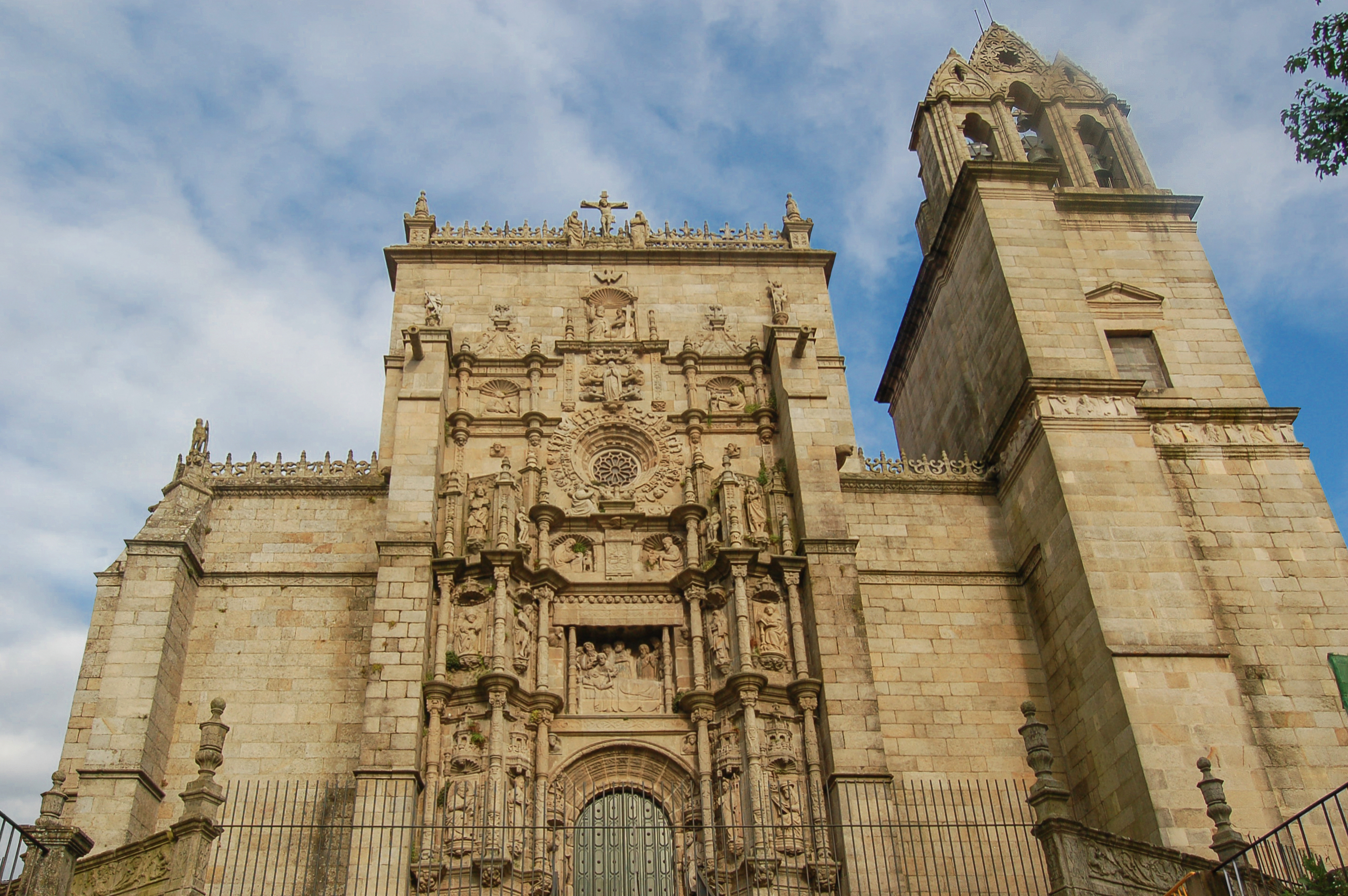
Pontevedra: Santa María la Mayor
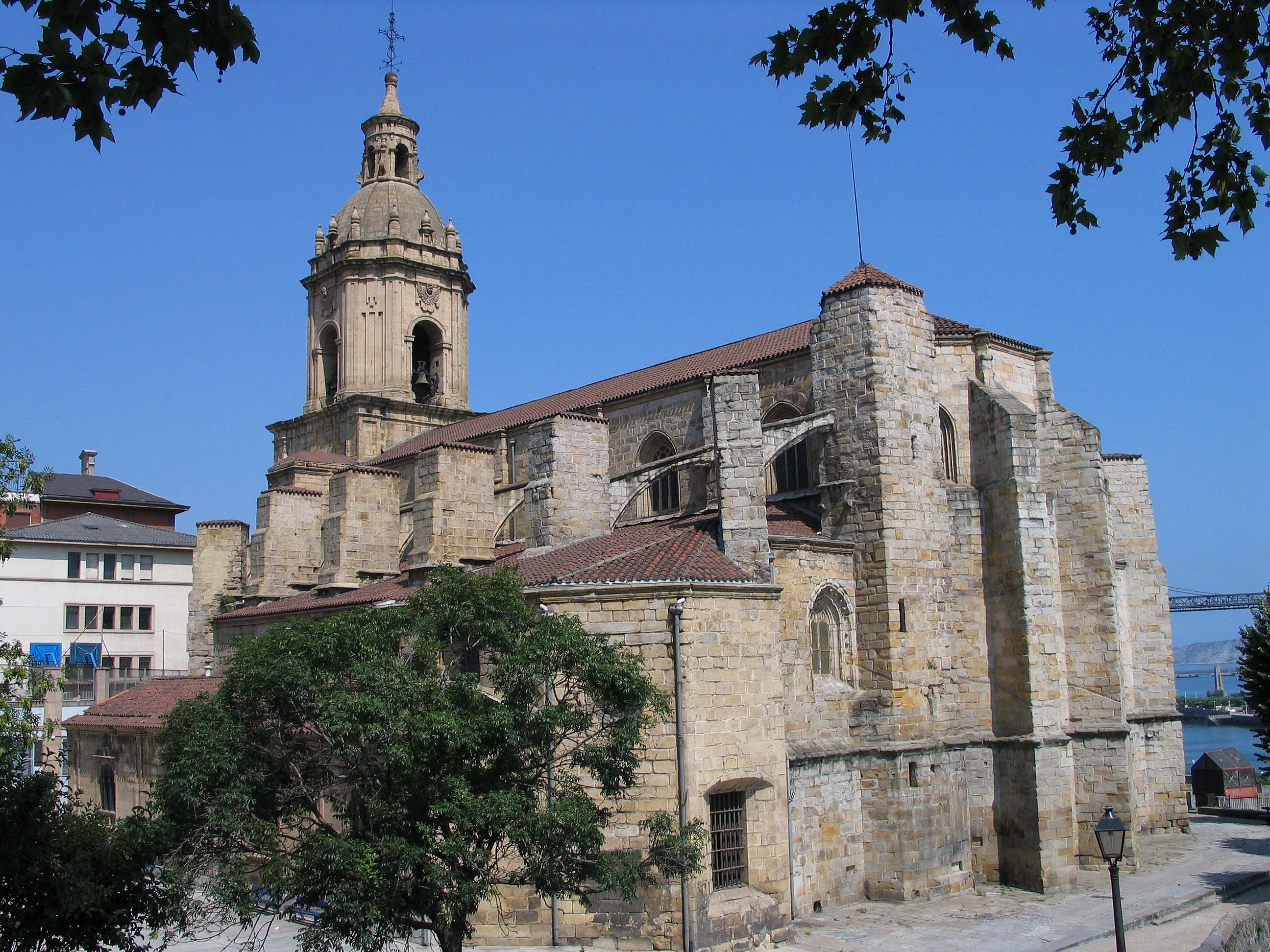
Portugalete: Santa María de Portugalete
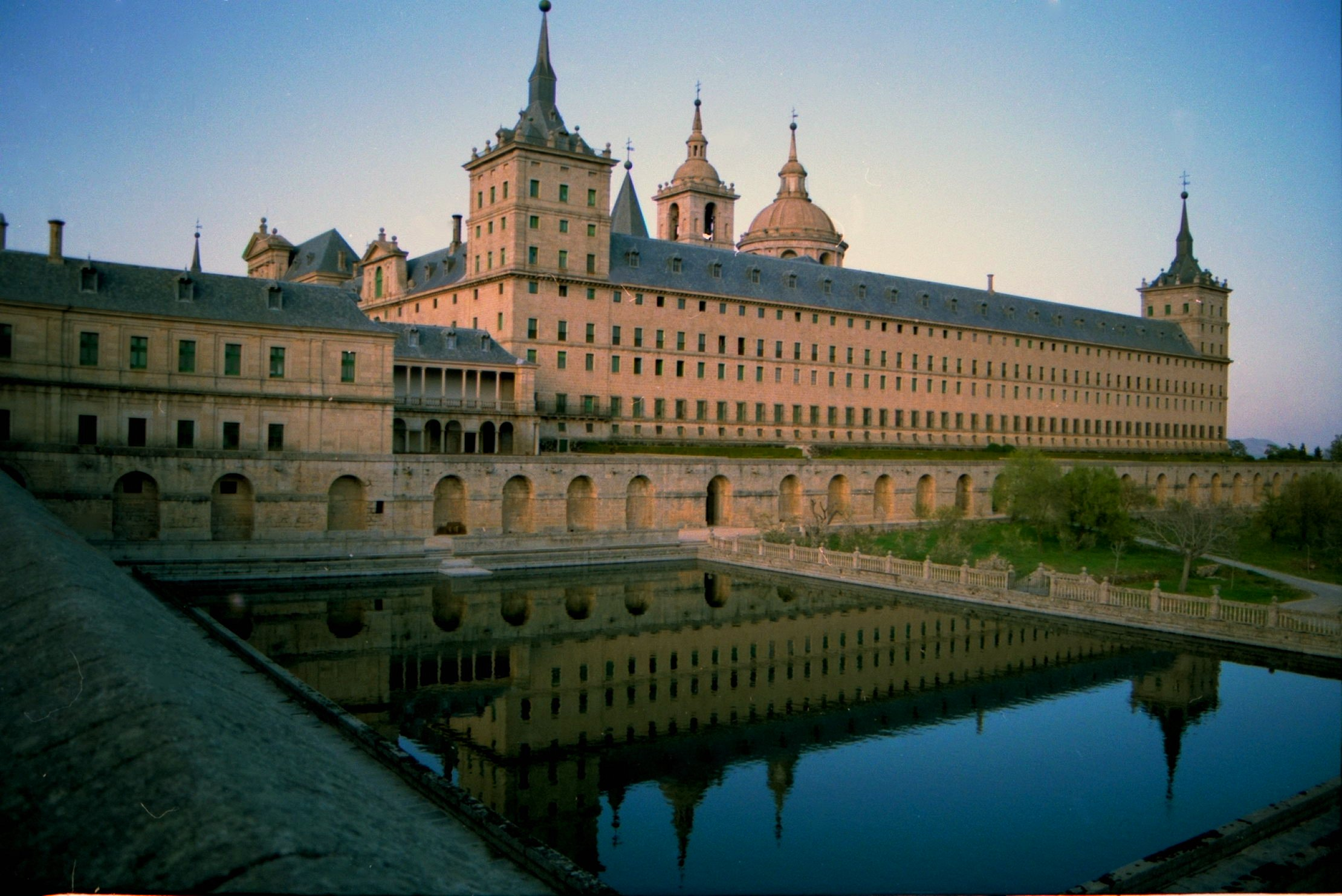
San Lorenzo de El Escorial: Kloster San Lorenzo
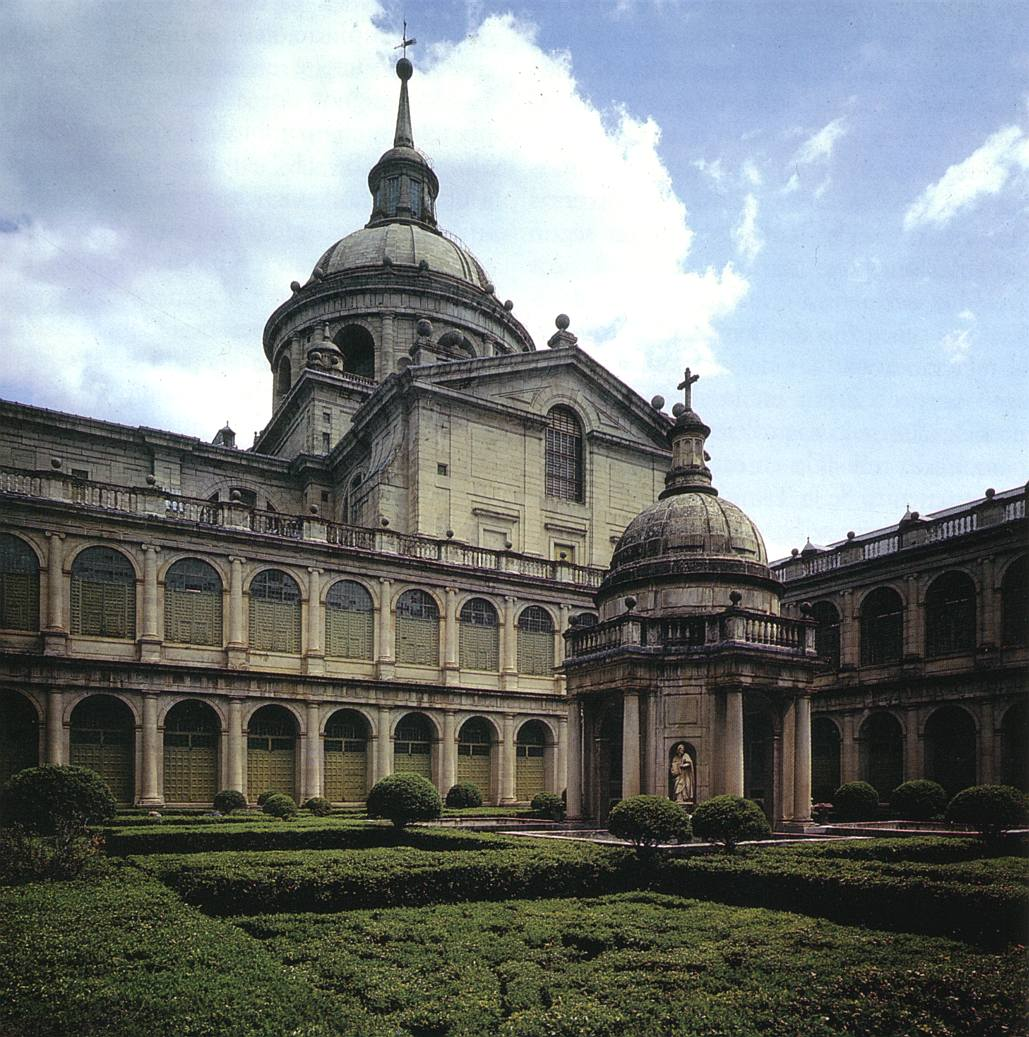
San Lorenzo de El Escorial: Kloster San Lorenzo
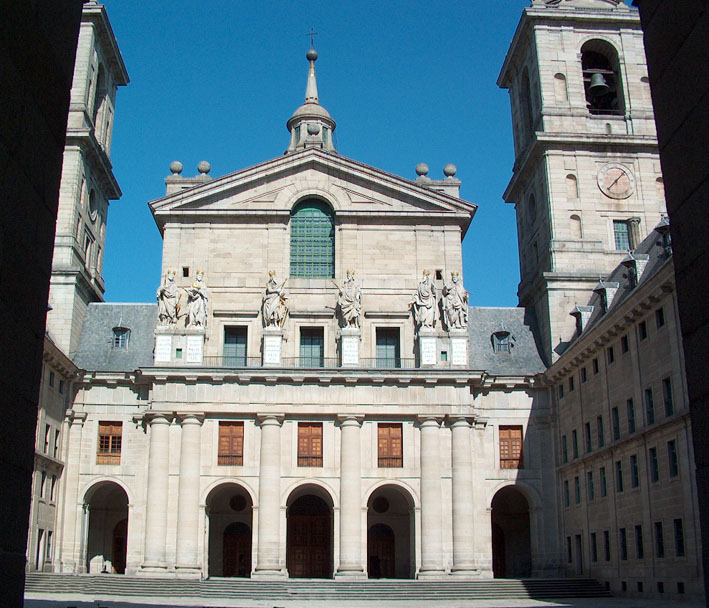
San Lorenzo de El Escorial: Kloster-Basilika San Lorenzo
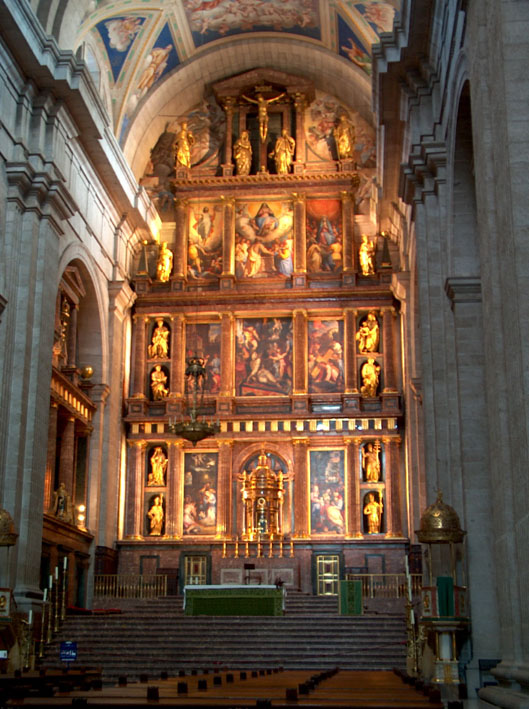
San Lorenzo de El Escorial: Kloster San Lorenzo – Hochaltar
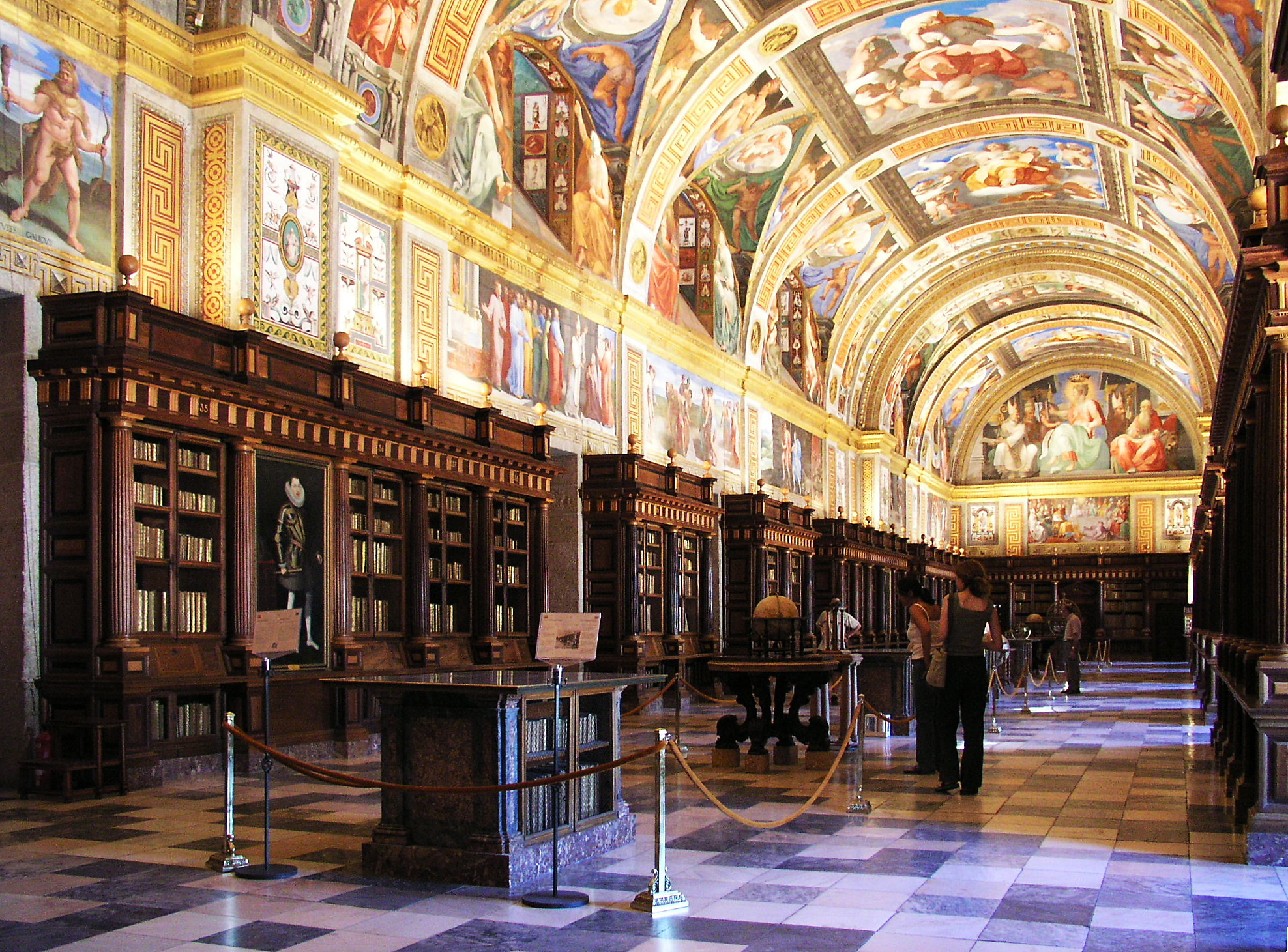
San Lorenzo de El Escorial: Kloster San Lorenzo – Bibliothek
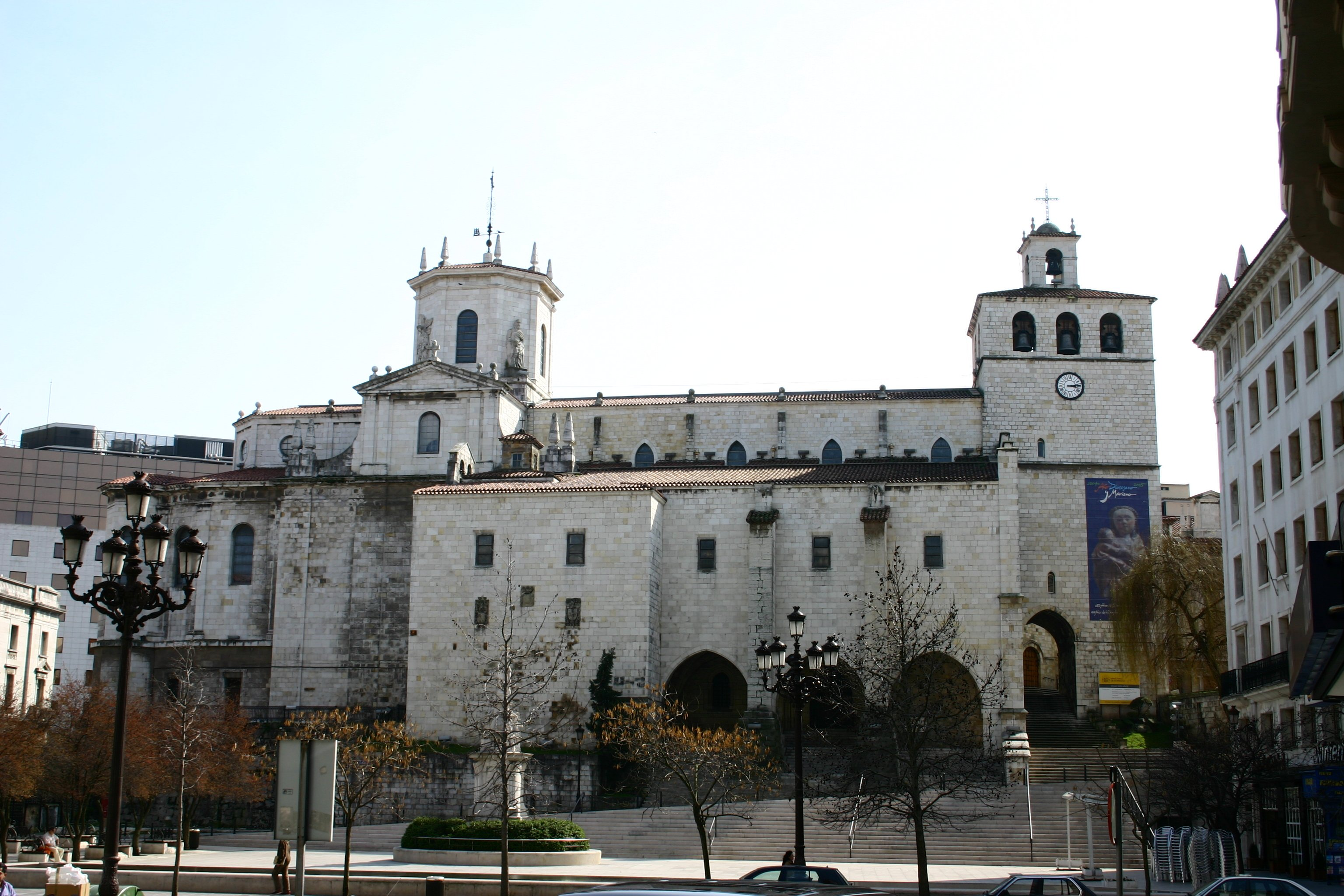
Santander: Kathedrale Santa Maríy y Santos Mártires y Celedonio
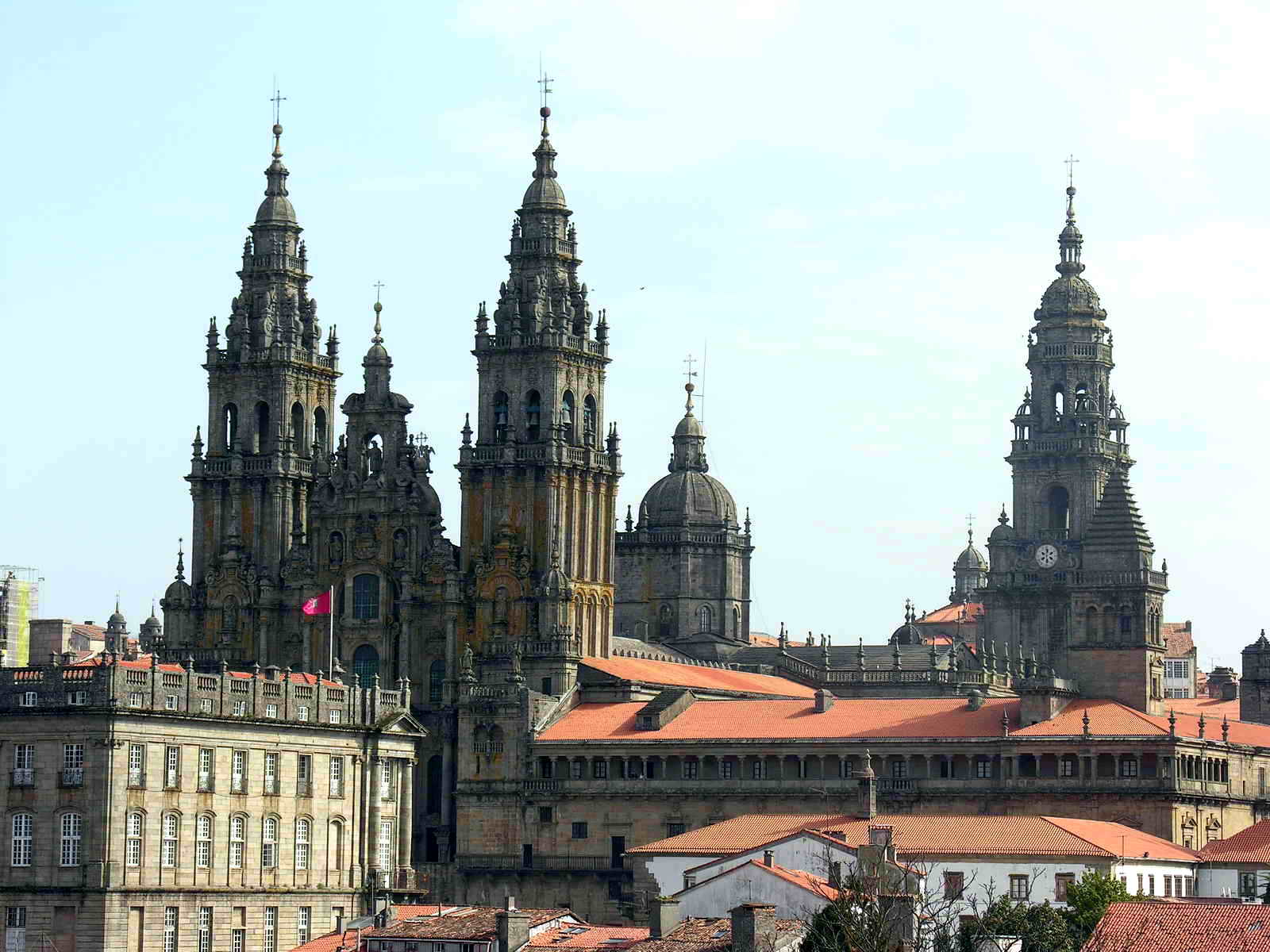
Santiago de Compostela: Metropolitankathedrale Santiago de Compostela
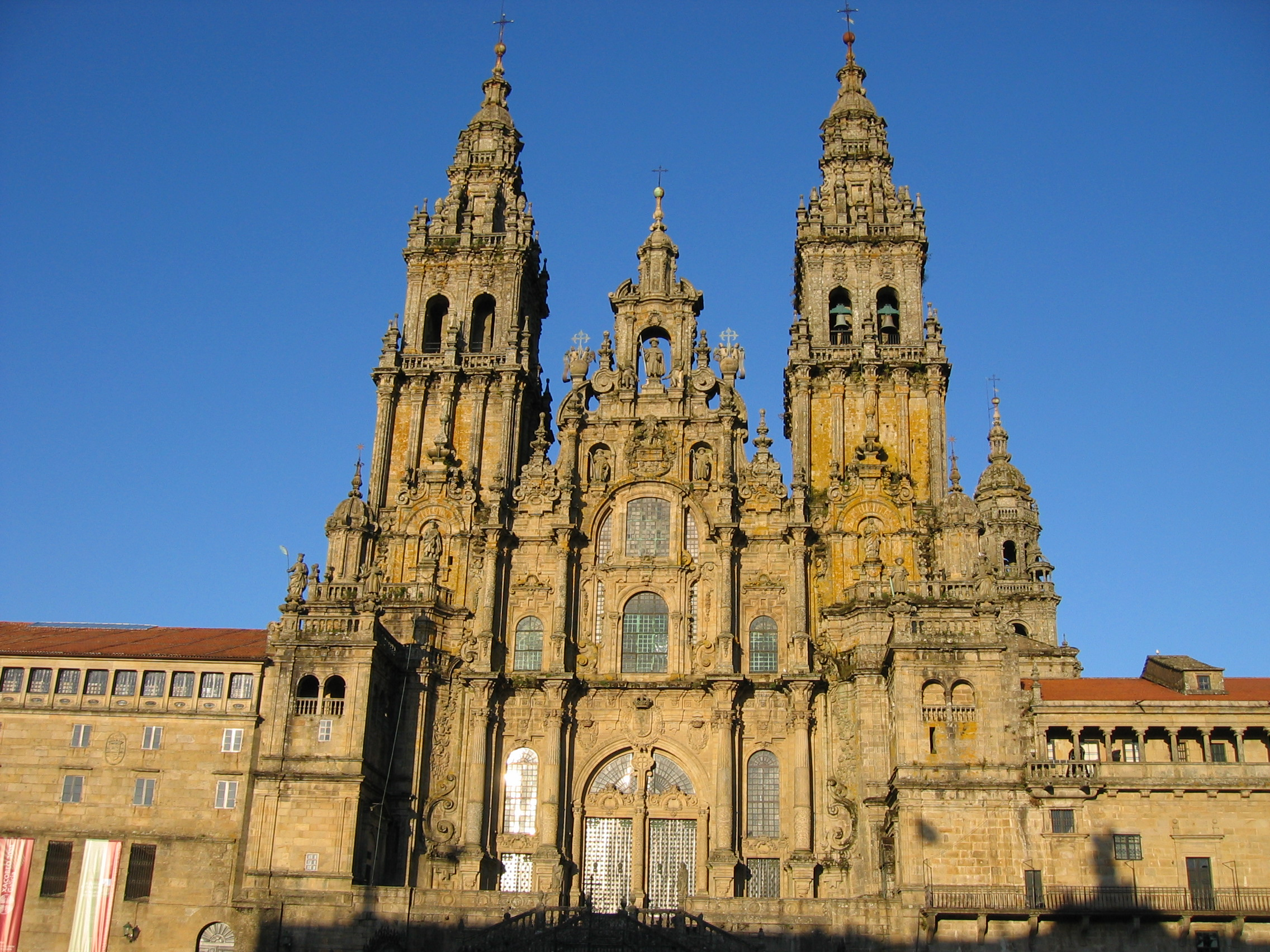
Santiago de Compostela: Metropolitankathedrale Santiago de Compostela
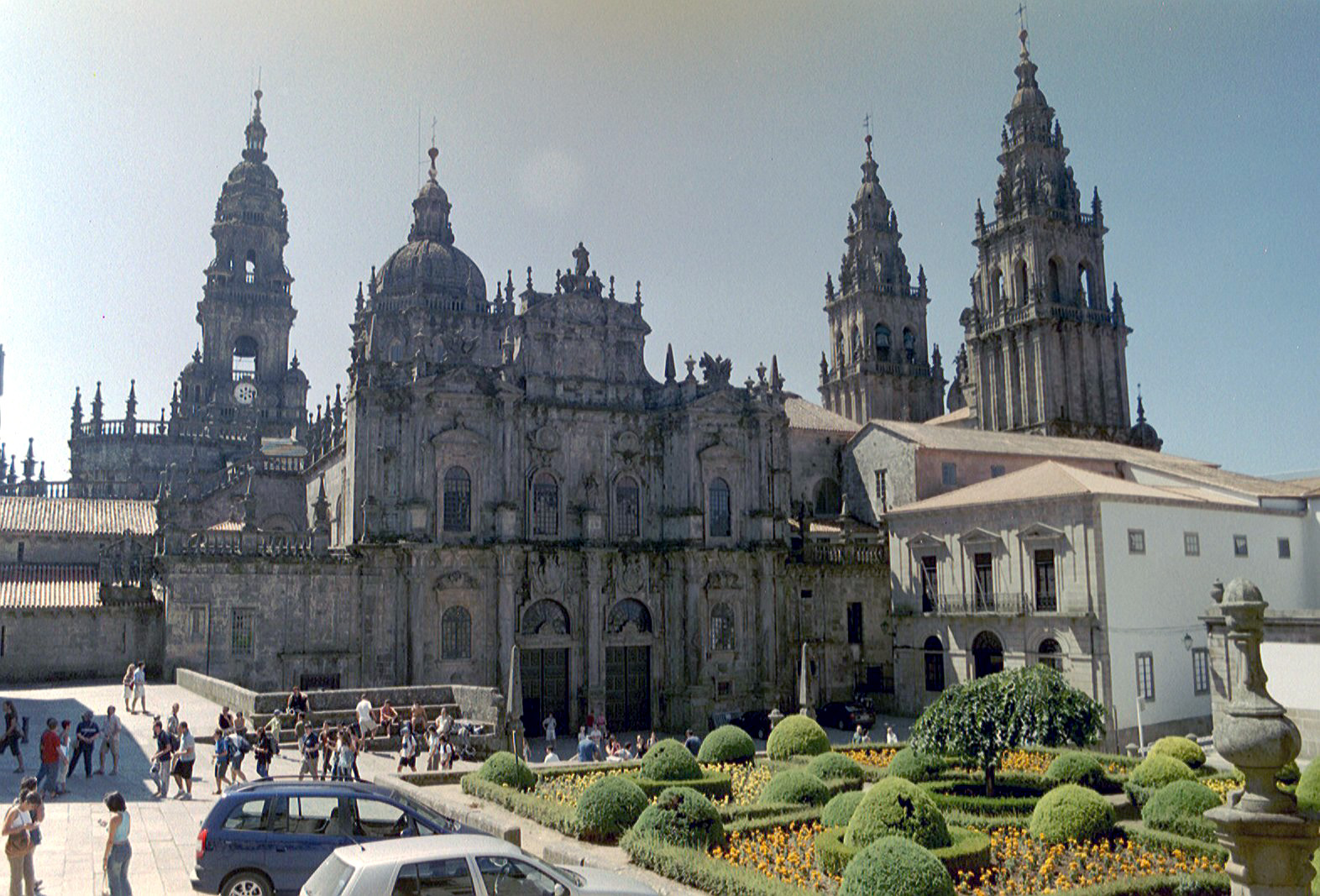
Santiago de Compostela: Metropolitankathedrale Santiago de Compostela
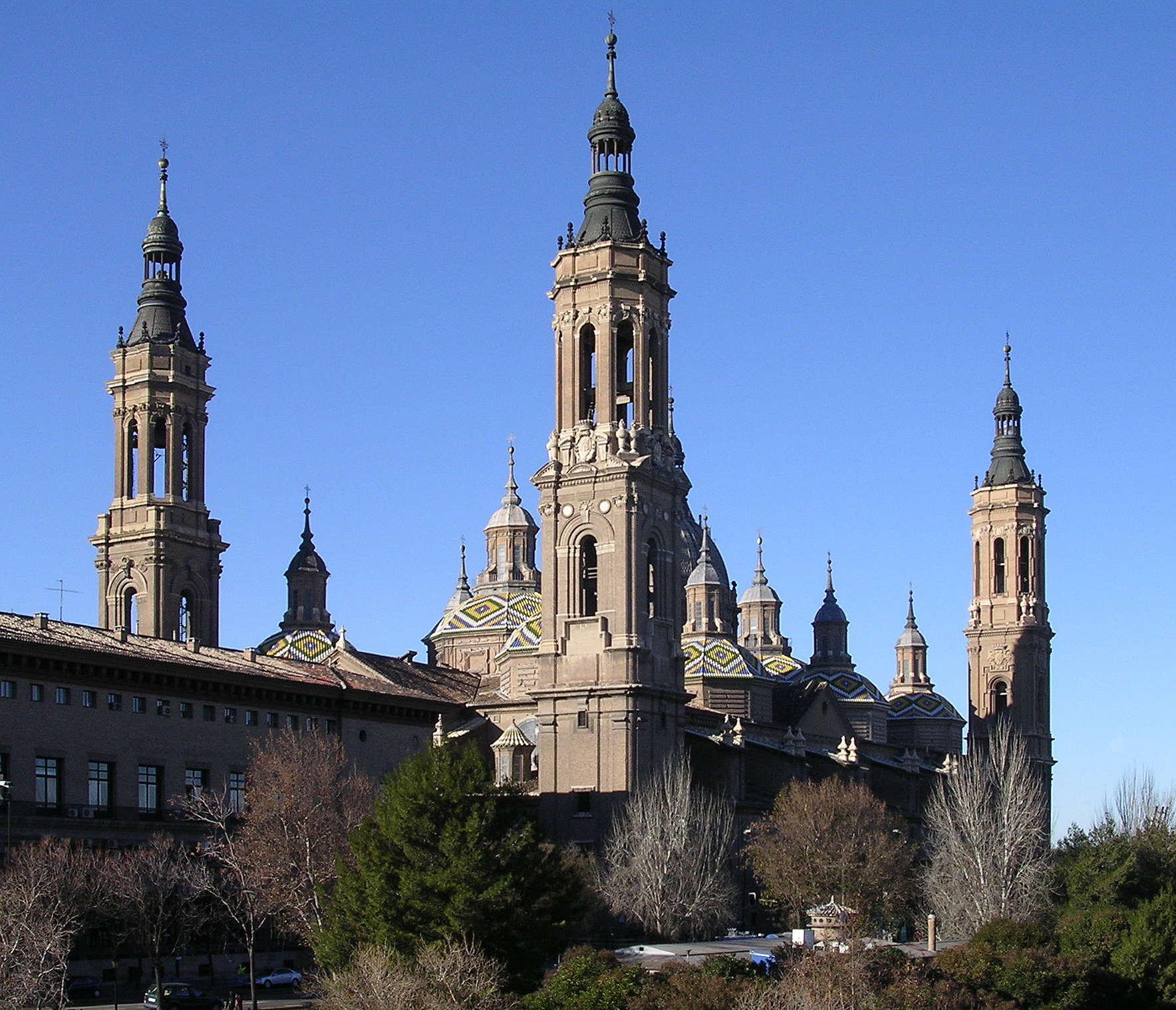
Saragossa: Kathedrale Nuestra Senora del Pilar
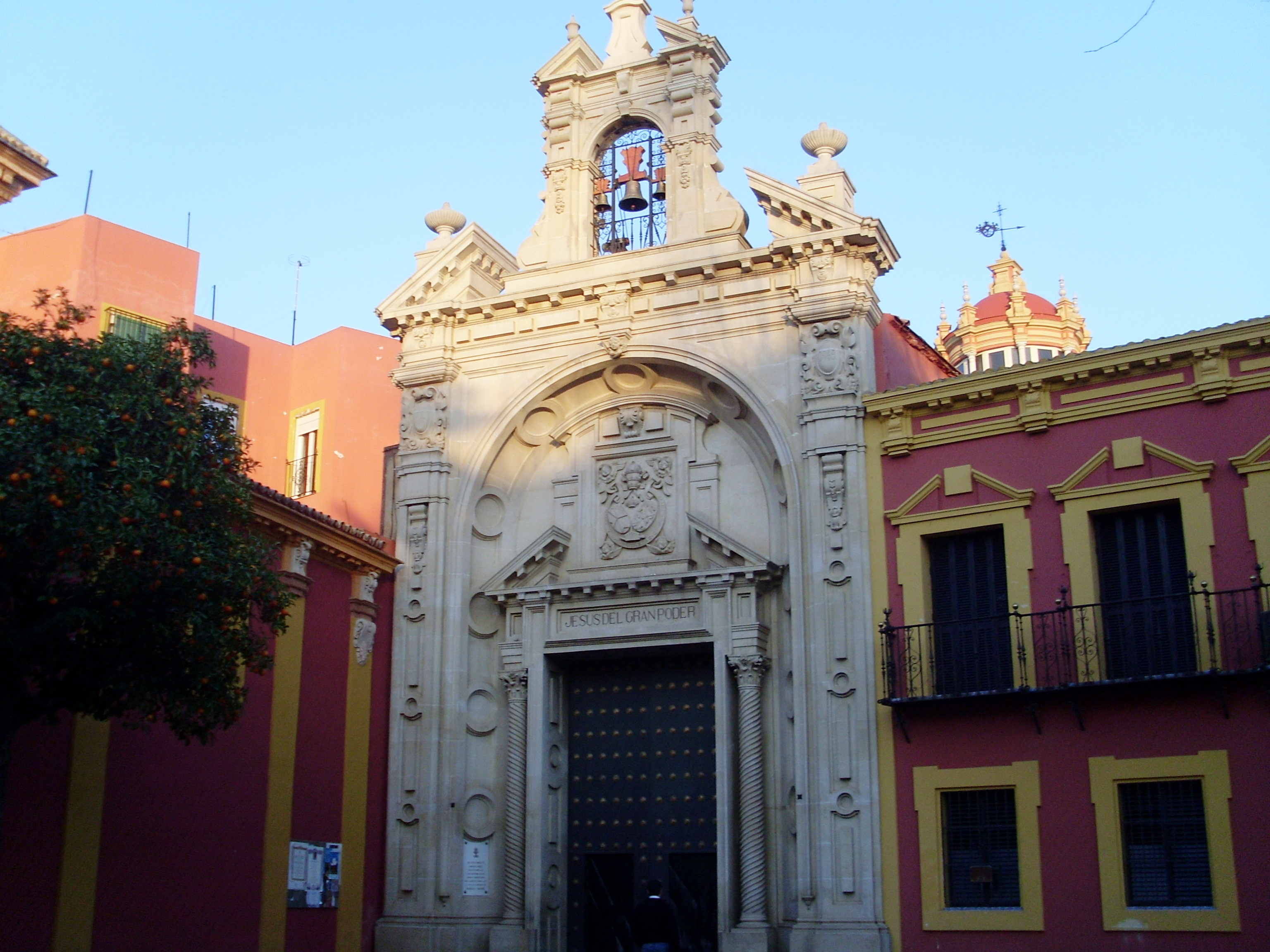
Sevilla: Jesús de Gran Poder
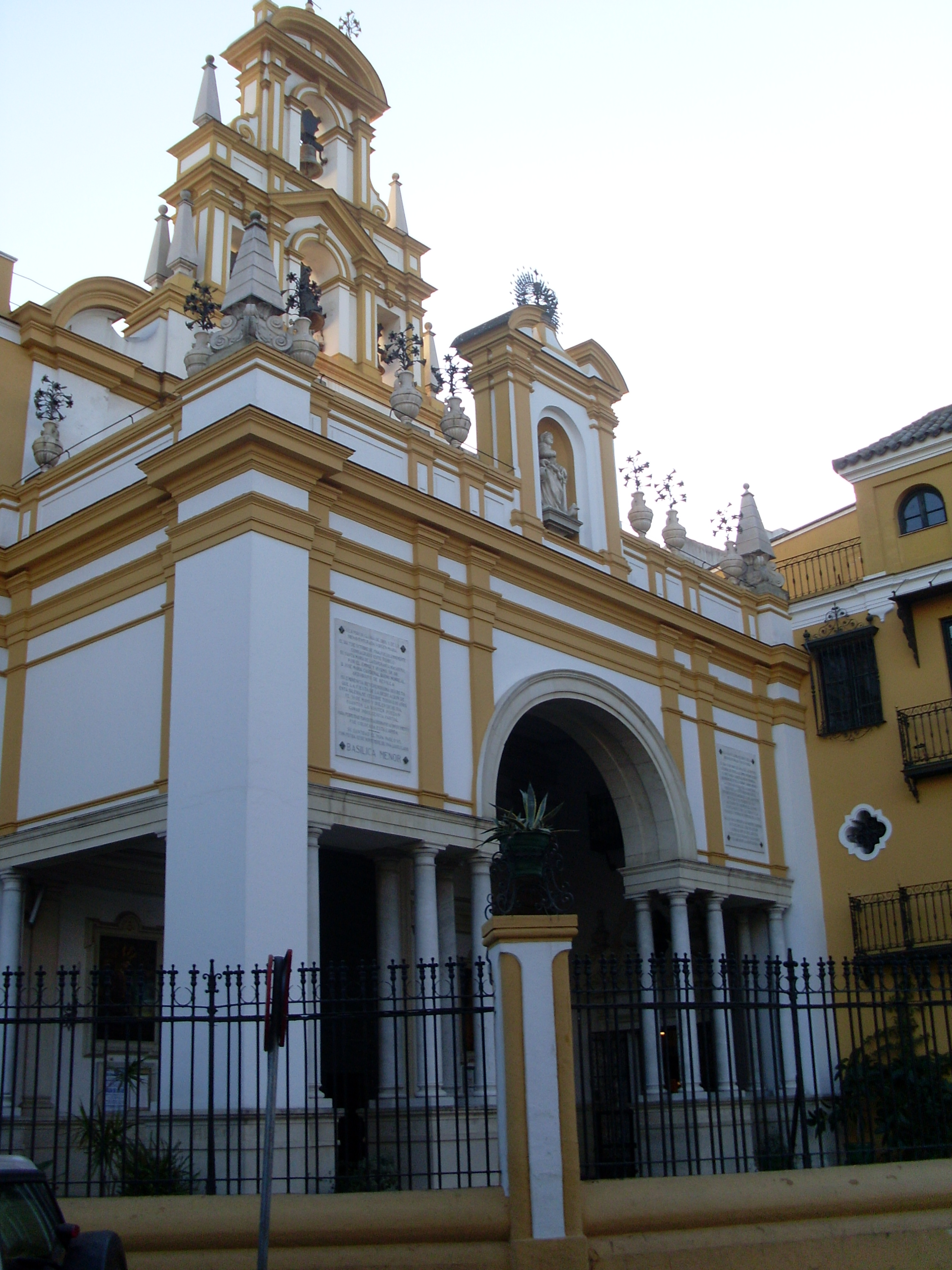
Sevilla: Nuestra Senora de la Esperanza de la Macarena
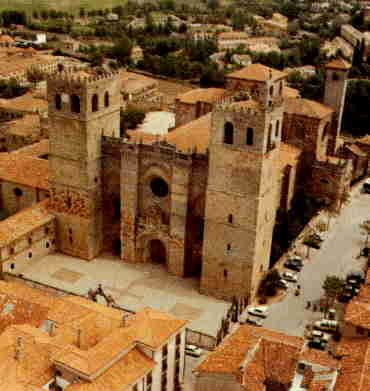
Sigüenza: Kathedrale La Asunción
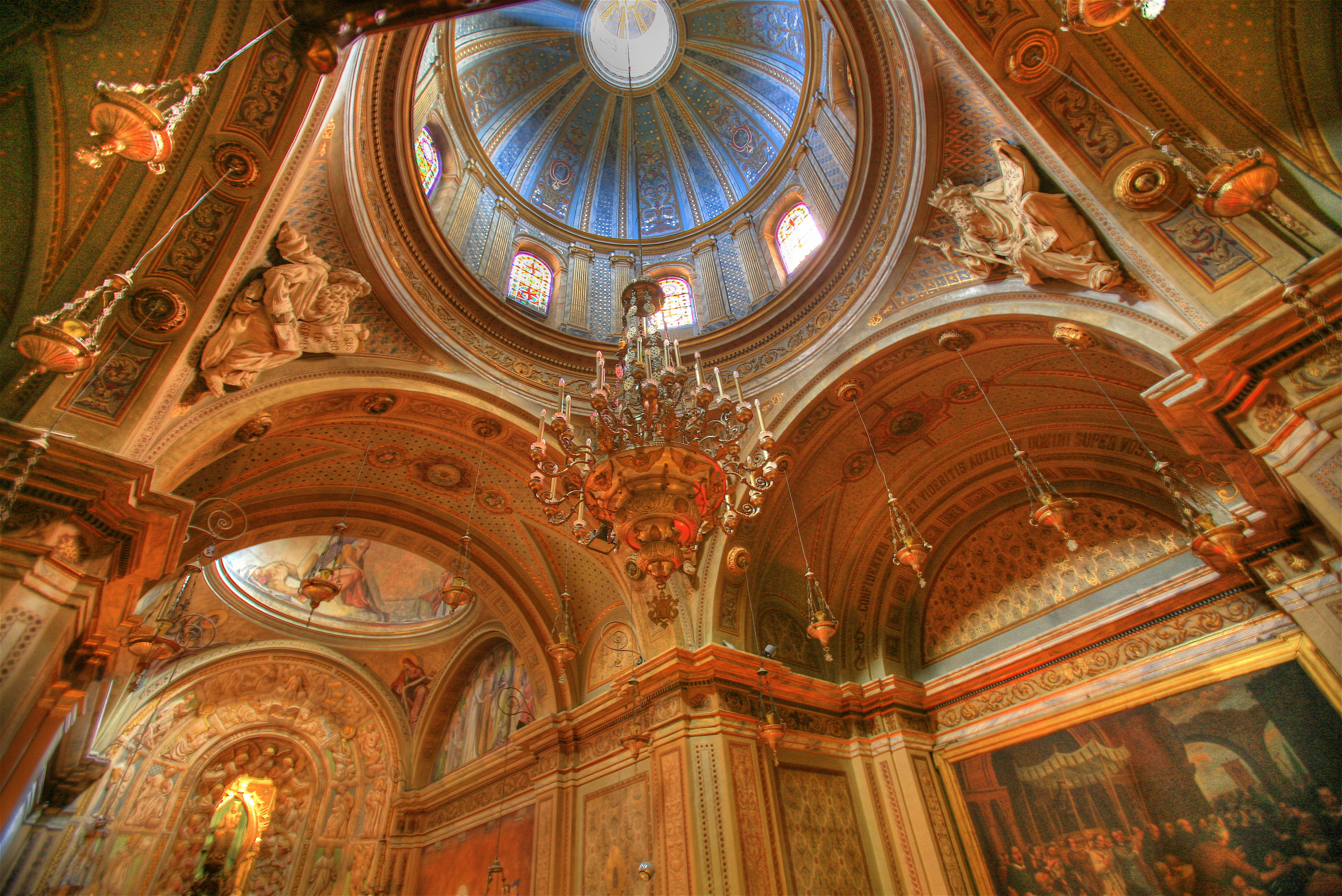
Solsona: Kathedrale Santa María
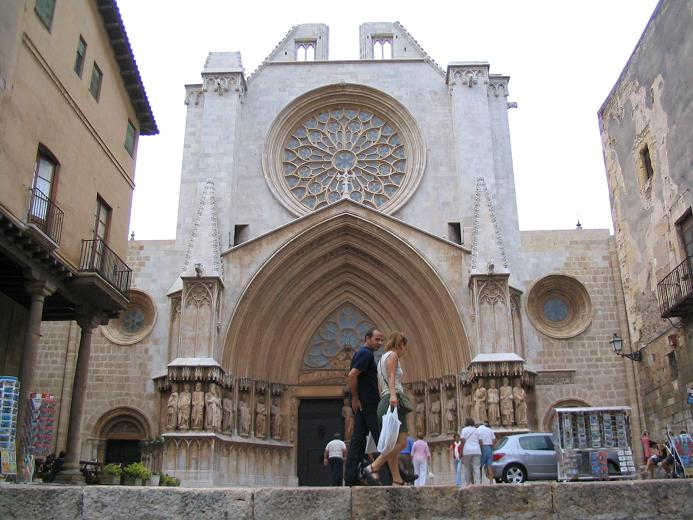
Tarragona: Kathedrale Santa Tecla
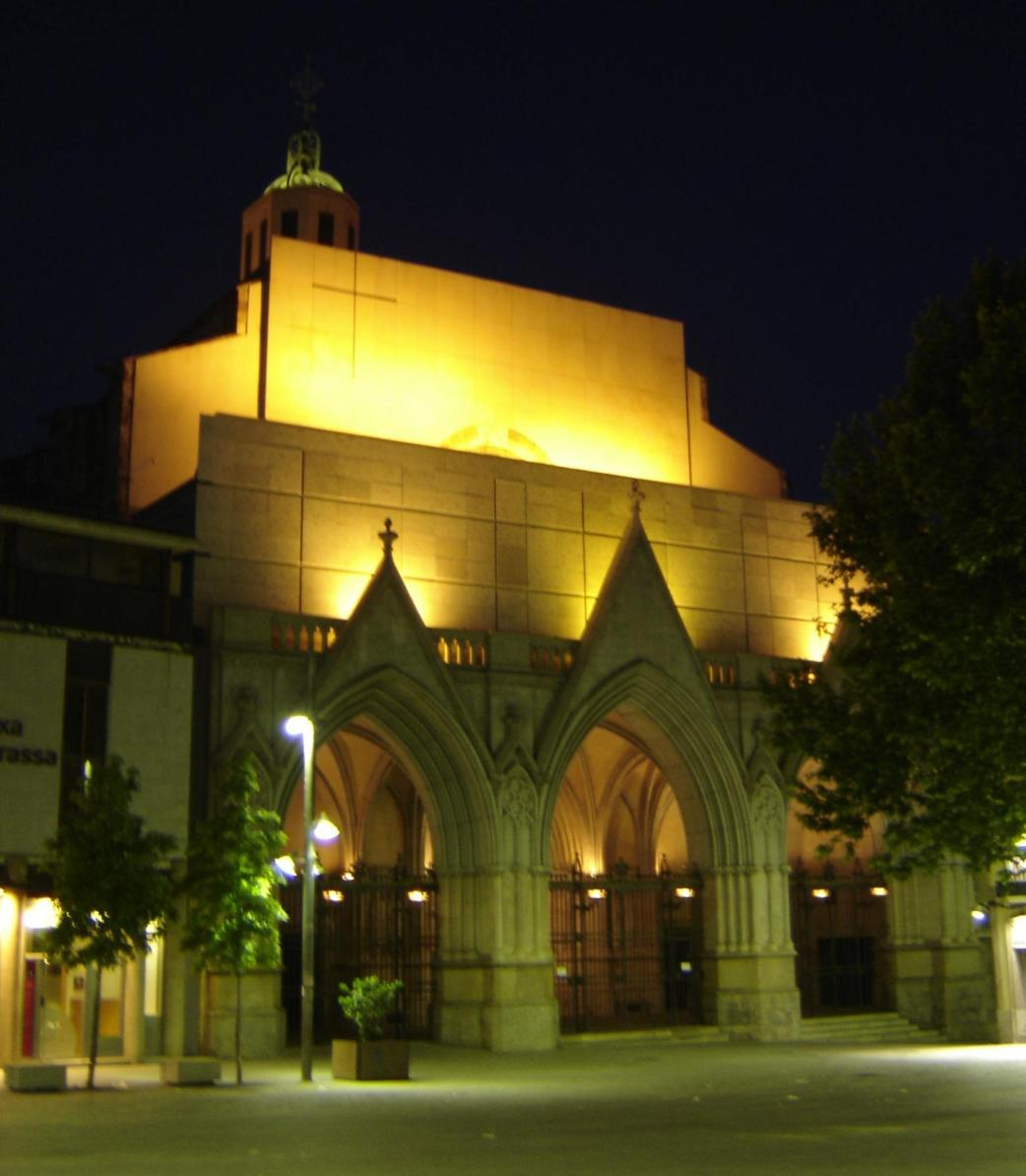
Tarrassa: Kathedrale Santo Espirítu de Terrassa
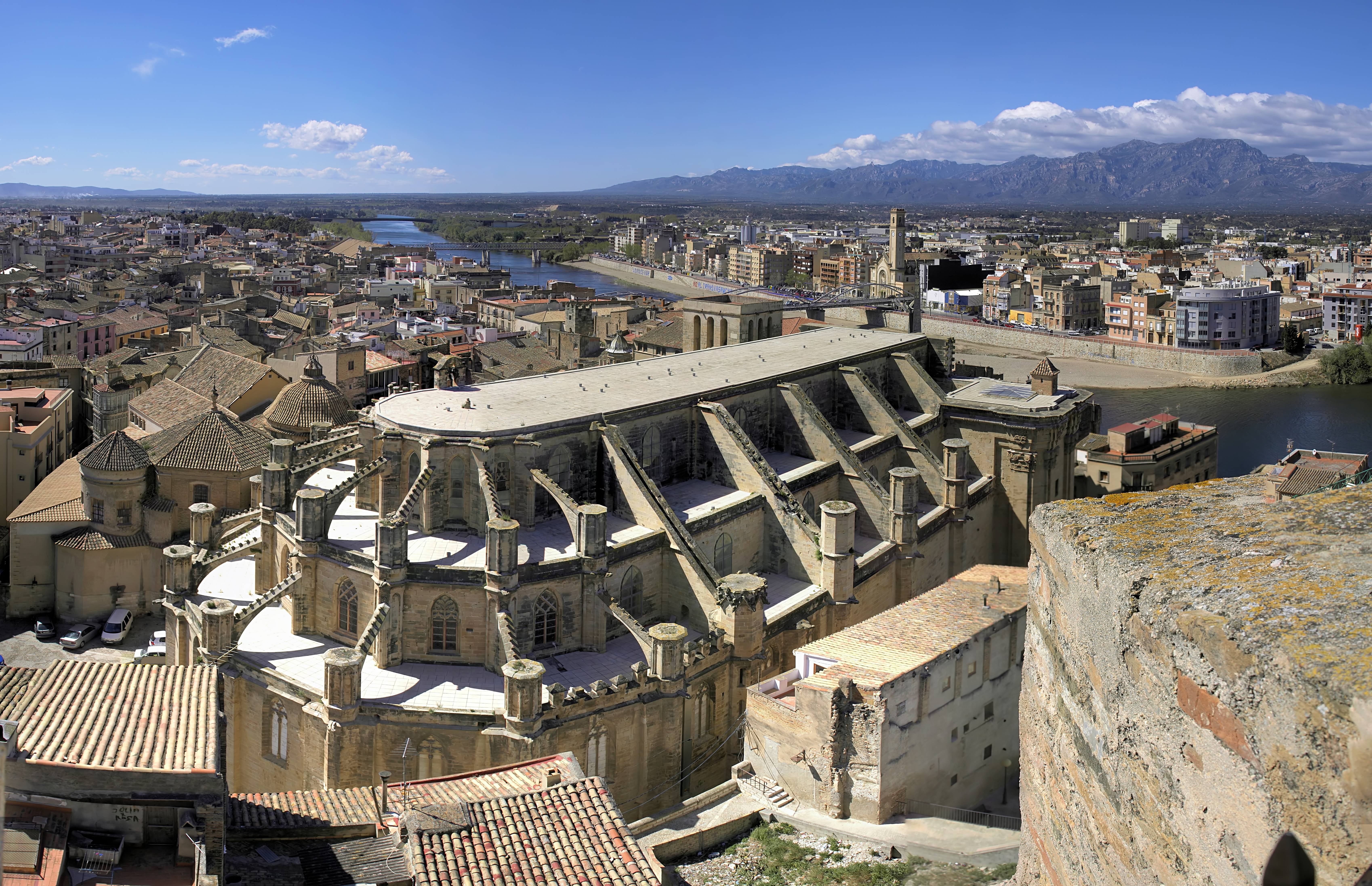
Tortosa: Kathedrale Virgen de los Dolores
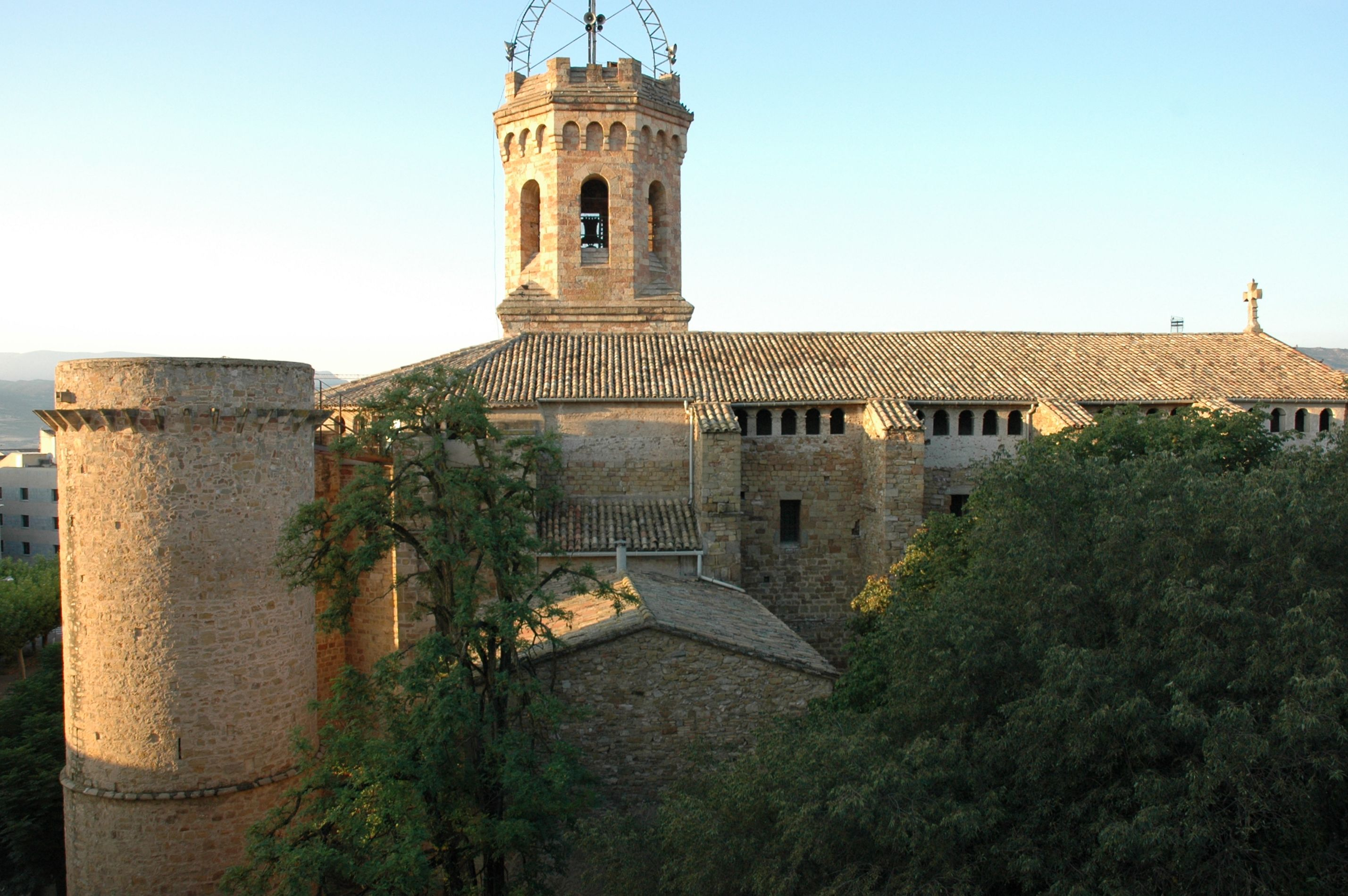
Tremp: Mare de Déu de Valldeflors
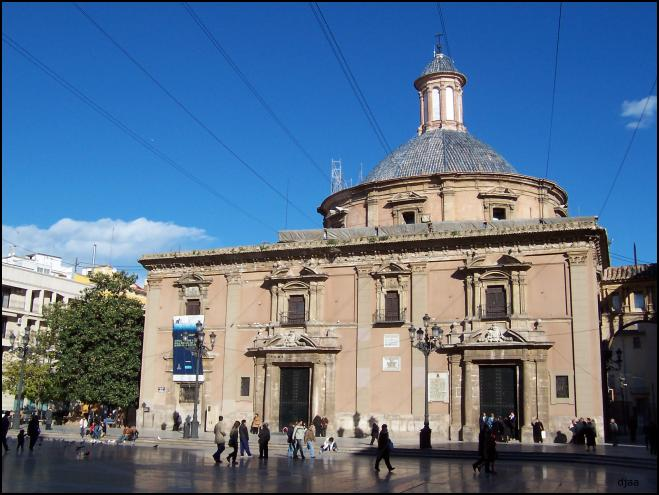
Valencia: Basilika der Heiligen Jungfrau der Hilflosen
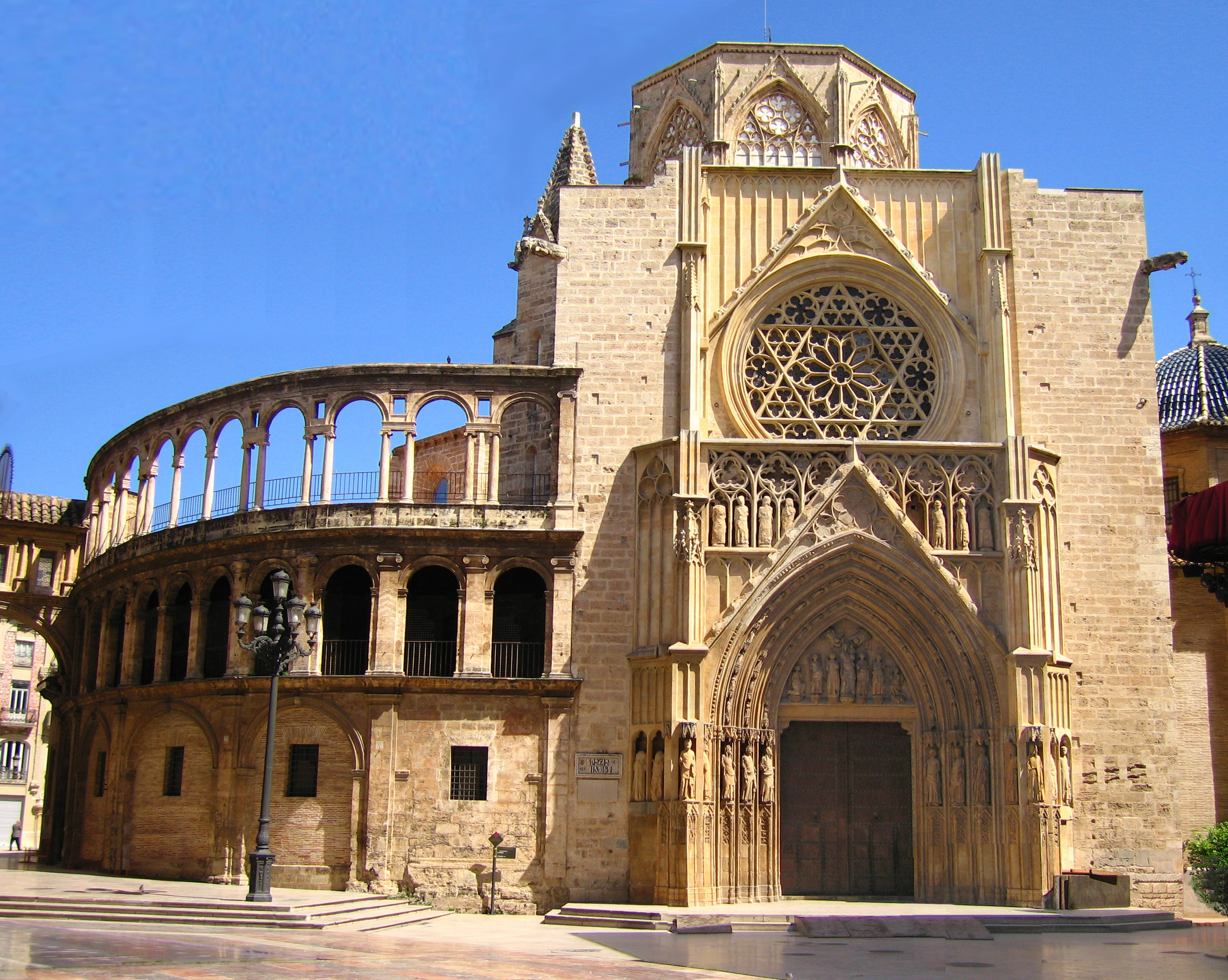
Valencia: Kathedrale Santa María
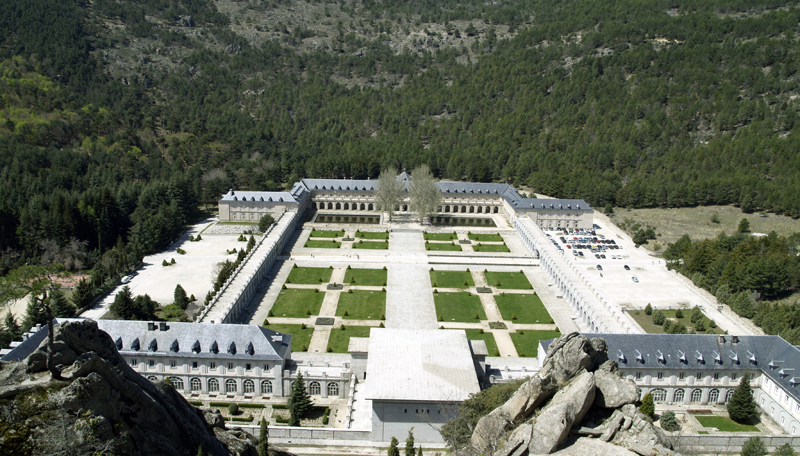
Valle de los Caídos: Benediktinerabtei
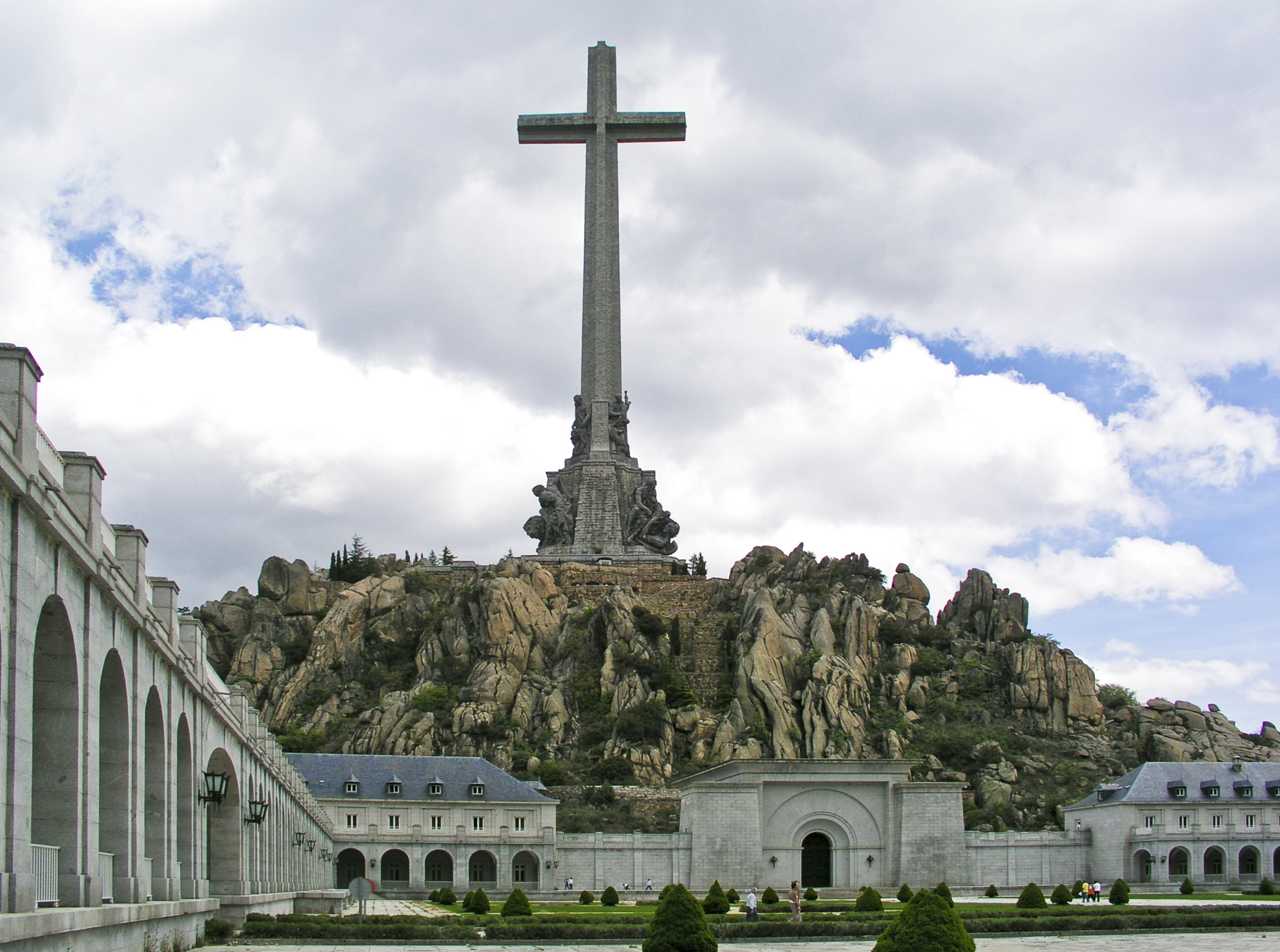
Valle de los Caídos: Benediktinerabtei
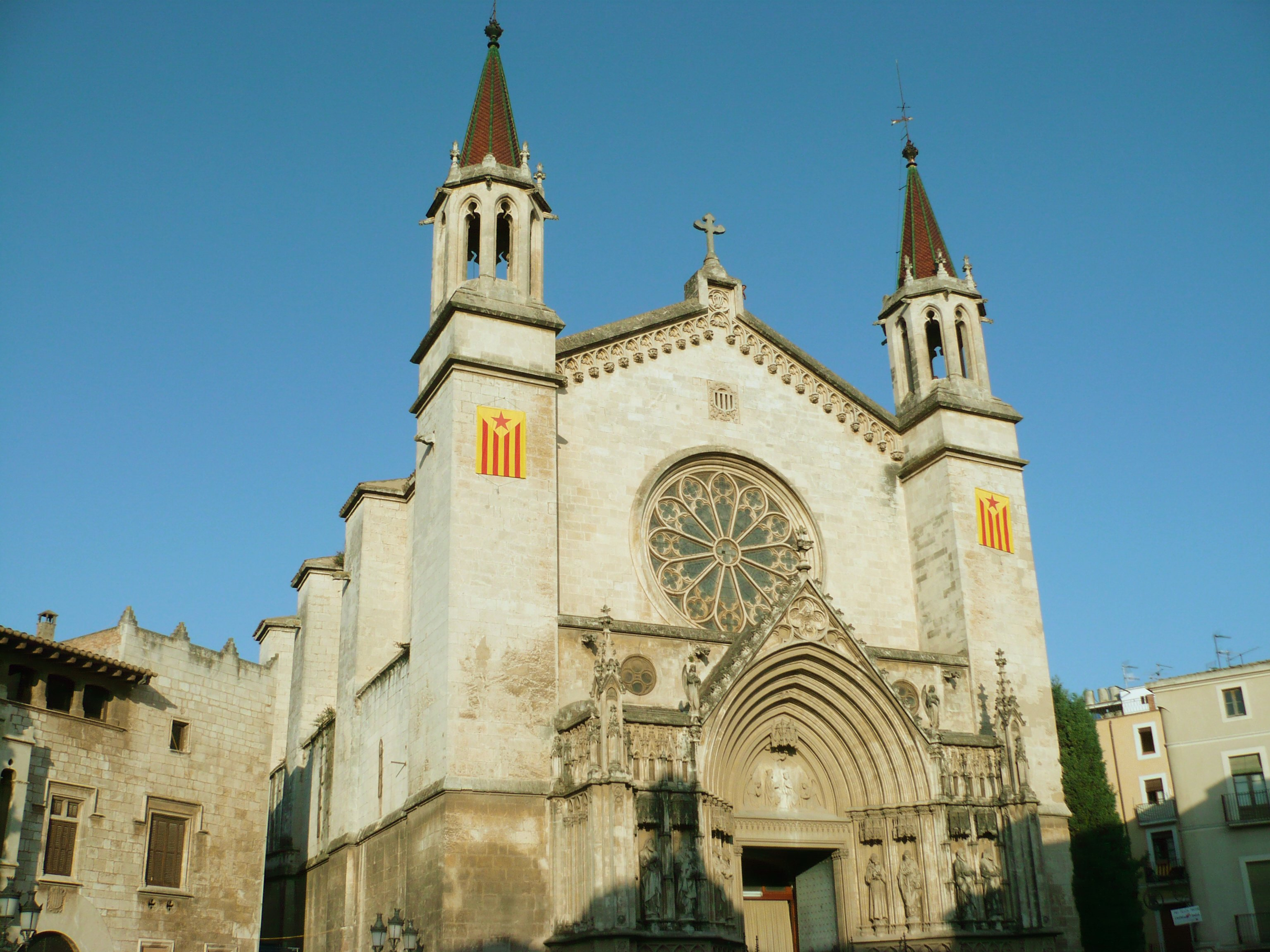
Vilafranca del Penedès: Santa María
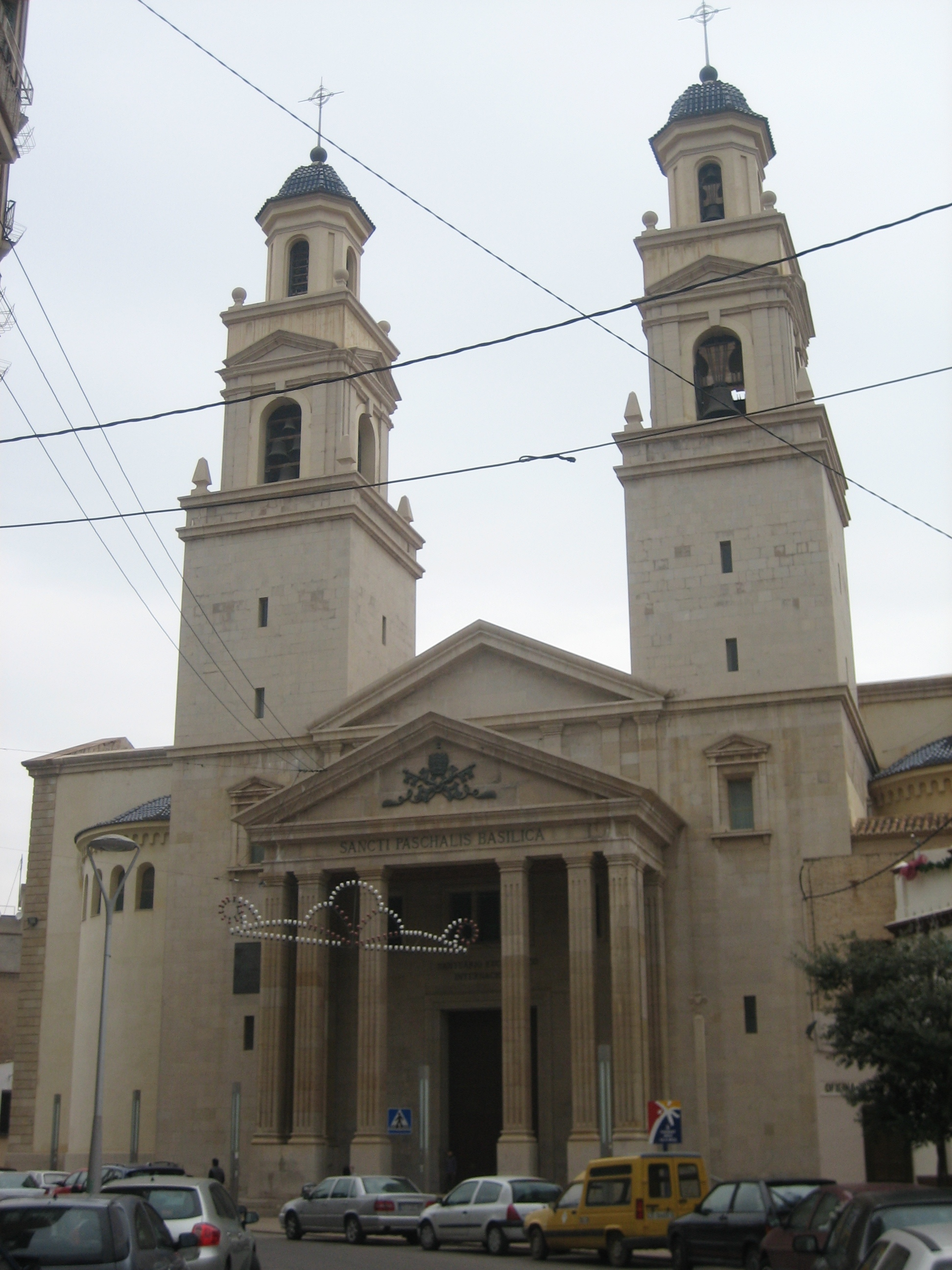
Villareal: San Pascual Baylón

## Portugal
| Stadt             | Basilika                                           | Bistum           | Erhebung   | Bild |
| ----------------- | -------------------------------------------------- | ---------------- | ---------- | ---- |
| Braga             | Basilika Unserer Lieben Frau von Sameiro           | Braga            | 1964       |      |
| Braga             | Bom Jesus do Monte                                 | Braga            | 2015       |      |
| Braga             | Kathedrale von Braga                               | Braga            | 1905       |      |
| Évora             | Kathedrale von Évora (Kathedrale, UNESCO-Welterbe) | Évora            | 1929       |      |
| Fátima            | Rosenkranz-Basilika                                | Leiria-Fátima    | 1954       |      |
| Fátima            | Basílica da Santíssima Trindade                    | Leiria-Fátima    | 2012       |      |
| Guimarães         | Basílica de São Pedro (UNESCO-Welterbe)            | Braga            | 1751       |      |
| Lissabon          | Basílica da Estrela                                | Lissabon         | Immemorial |      |
| Lissabon          | Basílica de Nossa Senhora dos Mártires             | Lissabon         | Immemorial |      |
| Lissabon          | Sé Patriarcal de Santa Maria Maior                 | Lissabon         | Immemorial |      |
| Mafra             | Basílica de Santo António                          | Lissabon         | Immemorial |      |
| Outeiro           | Christusbasilika                                   | Bragança         | 2014       |      |
| Rio Caldo         | Basilika St. Benedikt der offenen Tür              | Braga            | 2015       |      |
| São Torcato       | Basilika São Torcato                               | Braga            | 2019       |      |
| Torre de Moncorvo | Basílica de Nossa Senhora da Assunção              | Bragança–Miranda | 2022       |      |